# Campo di concentramento di Auschwitz
Il campo di concentramento di Auschwitz (in tedesco Konzentrationslager Auschwitz, abbreviato KL Auschwitz o anche KZ Auschwitz) è stato un vasto complesso di oltre 40 campi di concentramento e di sterminio situato nelle vicinanze della cittadina polacca di Oświęcim, in tedesco chiamata "Auschwitz". Nel complesso vi trovarono la morte 1,1 milioni di persone su 1,3 milioni di prigionieri totali, rendendolo il principale luogo di avvenimento della Shoah, del Porrajmos, dello sterminio degli oppositori politici e di altre categorie considerate ostili o di razza inferiore dai nazisti, oltre che dell'Olocausto in generale.
Attivo tra il giugno 1940 e il gennaio 1945, consisteva di 3 campi principali:
- Auschwitz I, campo di concentramento principale, operativo dal 14 giugno 1940, contenente fra gli altri il blocco n.11 per le punizioni penali, il blocco n.10 per gli esperimenti medici e l'ingresso con la scritta "Arbeit macht frei";
- Auschwitz II - Birkenau, l'immenso campo di sterminio situato presso l'attuale Brzezinka, operativo dall'8 ottobre 1941, dove avvennero le gassificazioni nelle 5 camere a gas allestite nel corso degli anni;
- Auschwitz III - Monowitz, il campo di lavoro usato da diverse aziende tedesche presso l'attuale Monowice, operativo dal 31 ottobre 1942.

Oltre a questi, il complesso comprendeva 44 sottocampi costruiti durante l'occupazione tedesca della Polonia in cui i deportati venivano sfruttati come manodopera nelle diverse industrie tedesche costruite nei dintorni.
Così come tutti gli altri campi nazisti, era gestito da un'apposita unità delle SS, le Unità testa di morto (SS-Totenkopfverbände), alle quali si aggiungevano le SS-Aufseherin (tra cui si distinsero le feroci Maria Mandl e Irma Grese). Diversi gruppi di ebrei e criminali comuni furono designati come funzionari del campo agli ordini delle SS, ricoprendo ruoli come quello di Kapo o formando i Sonderkommando, le "squadre speciali" incaricate di smaltire i corpi degli uccisi nelle camere a gas. Nel campo fu adottato un regolamento apposito in 14 regole e si sviluppò un apposito linguaggio, il lagersprache. Erano in uso una valuta di deposito creata all'uopo e un complesso sistema di simboli per l'identificazione visiva dei prigionieri. Nell'autunno del 1943 l'intero complesso fu dotato anche di bordelli per i detenuti per volontà di Himmler, che cercava di aumentarne così la produttività.
La struttura subì varie trasformazioni: operativa nella sua parte iniziale dal giugno 1940 con l'arrivo dei primi prigionieri, nei primi due anni servì principalmente per la detenzione e l'eliminazione di polacchi e sovietici. Dal 1942, dopo la definitiva delineazione del piano della "soluzione finale della questione ebraica" fatta da Reinhard Heydrich con la collaborazione di Adolf Eichmann a seguito della conferenza di Wannsee del gennaio di quell'anno - si passò allo sterminio pianificato delle popolazioni considerate nemiche del Reich, con il primo "treno della morte" carico di ebrei arrivato al campo il 26 marzo 1942.
Dopo vari esperimenti e soluzioni, il 3 settembre 1941 vi fu adoperato per la prima volta lo Zyklon B, un potente pesticida, per la gassificazione sistematica di centinaia di deportati; nei tre anni successivi il complesso ne ricevette una ventina di tonnellate, sotto forma di pellet che venivano buttati nelle camere a gas da fessure predisposte sul tetto delle stesse. Le operazioni di sterminio giunsero al culmine tra aprile e giugno 1944 con la deportazione e l'uccisione di mezzo milione di ebrei ungheresi. Le operazioni di gassificazione furono condotte l'ultima volta il 30 ottobre 1944; subito dopo Himmler ordinò di fermarle tutte nel territorio del Reich per occultarne le prove, data la veloce avanzata alleata.
La documentazione diretta delle attività del campo include diverse raccolte fotografiche (l'Auschwitz Album e le foto del Sonderkommando su tutte), testimonianze oculari particolari, libri e saggi scritti da sopravvissuti (come Primo Levi e il suo Se questo è un uomo) e altro ancora.
In previsione dell'arrivo delle truppe sovietiche, nel gennaio 1945 i nazisti spostarono la maggior parte dei prigionieri del comprensorio di Auschwitz, con le marce della morte, verso altri lager in Germania e Austria. Il campo fu liberato dai sovietici alle otto del mattino del 27 gennaio 1945, giorno commemorato dal 2005 come Giorno della Memoria.
I responsabili dell'amministrazione subirono un apposito processo del 1947 e molti furono condannati a morte e impiccati nello stesso ormai ex-campo.
Nel 1947 il parlamento polacco lo trasformò in un memoriale-museo (modificando poi anche il suo nome ufficiale); nel 1979 il sito fu dichiarato patrimonio dell'umanità dell'UNESCO.

## Il complesso

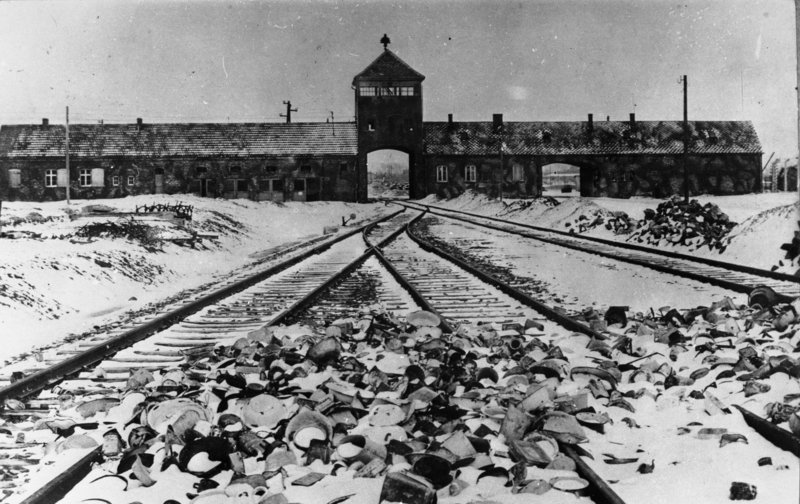
La Bahnrampe, la rampa dei treni, all'interno del campo di Birkenau dove, dal 1944, arrivavano i convogli dei deportati, come si presentava nel 1945

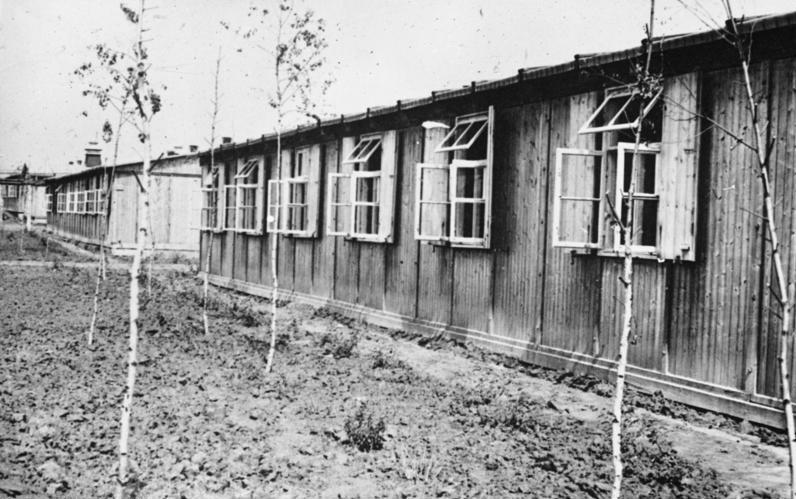
Le baracche in legno del campo come si presentavano nel 1941

Facevano parte del complesso tre campi principali e quarantacinque sottocampi. L'area di interesse del campo (Interessengebiet), ampliata sempre più con espropri e demolizioni delle proprietà degli abitanti locali, a dicembre 1941 arrivò a ricoprire circa quaranta chilometri quadrati. All'interno di questa superficie avevano sede anche alcune aziende agricole modello, di coltivazione e di allevamento, volute personalmente da Hitler, nelle quali i deportati venivano sfruttati come schiavi.

### Auschwitz I
Era un Konzentrationslager (campo di concentramento). Operativo dal 14 giugno 1940, era centro amministrativo dell'intero complesso. Il numero di detenuti stabili fluttuò tra le 15 000 e le oltre 20 000 unità. Qui furono uccise nella camera a gas ricavata nell'obitorio del crematorio 1, o morirono a causa delle impossibili condizioni di lavoro, di esecuzioni, per percosse, torture, malattie, fame, criminali esperimenti medici, circa 70 000 persone, per lo più intellettuali polacchi e prigionieri di guerra sovietici. Nei sotterranei del block 11, la prigione del campo, il 3 settembre 1941 dal vicecomandante del campo Karl Fritzsch fu sperimentato per la prima volta, per l'uccisione di 850 prigionieri, il gas Zyklon B - veleno normalmente usato come antiparassitario, poi impiegato su vasta scala per il genocidio degli ebrei.

### Auschwitz II (Birkenau)
Era il Vernichtungslager (campo di sterminio). In questo immenso lager persero la vita oltre un milione e centomila persone, in stragrande maggioranza ebrei, sovietici di varie nazionalità, polacchi, rom e sinti, prigionieri di guerra, omosessuali, oppositori politici, testimoni di Geova. All'arrivo i prigionieri subivano una procedura di selezione, e quelli considerati «inabili al lavoro» - soprattutto anziani, donne e bambini - venivano condotti direttamente alle camere a gas e assassinati subito.
Birkenau fu il più esteso lager del mondo. Arrivò a contare oltre 100 000 prigionieri contemporaneamente detenuti. Era dotato di quattro grandi crematori, nonché di «roghi», fosse che ardevano ininterrottamente giorno e notte, usate per l'eccedenza delle vittime che non si riusciva a smaltire nonostante le pur notevoli capacità distruttive delle installazioni di sterminio. Gli internati, reclusi separatamente in settori maschili e femminili, venivano usati per il lavoro coatto o vi risiedevano temporaneamente in attesa di trasferimento. Il campo, situato nell'omonimo villaggio di Brzezinka (in tedesco Birkenau), distava circa tre chilometri da quello principale e fu operativo dall'8 ottobre 1941.

### Auschwitz III (Monowitz)
Era l'Arbeitslager (campo di lavoro). Sorgeva nei pressi del complesso industriale Buna Werke per la fabbricazione di gomma sintetica (di proprietà dell'azienda I.G. Farben) che però, nonostante l'impegno profuso, non entrò mai in produzione. Il campo, situato a circa tre chilometri da Auschwitz, fu operativo dal 31 ottobre 1942 e accolse fino a 12 000 internati, tra cui Primo Levi ed Elie Wiesel.

### Sottocampi
Di seguito sono elencati tutti i 47 sottocampi di concentramento che facevano parte del complesso di Auschwitz durante l'occupazione:
| Denominazione                       | Posizione                                                                   | Attività | Numero di prigionieri                                                                 | Apertura                                                      | Chiusura                                                  |
| ----------------------------------- | --------------------------------------------------------------------------- | --- | ------------------------------------------------------------------------------------- | ------------------------------------------------------------- | --------------------------------------------------------- |
| Altdorf                             | Stara Wieś presso Pszczyna                                                  | Lavori forestali. Autorità: Ufficio forestale di Pleß | Circa 20                                                                              | 1 ottobre 1942                                                | 30 novembre 1943                                          |
| Althammer                           | Stara Kuźnia                                                                | Costruzione di una centrale termoelettrica (l'odierna centrale "Halemba")                                                                                           | 486 (17 gennaio 1945)                                                                 | 15 settembre 1944                                             | gennaio 1945                                              |
| Babitz                              | Babice (Babitz) presso Oświęcim (Auschwitz)                                 | Lavoro in un'azienda delle SS | 159 uomini (17 gennaio 1945) e circa 180 donne (estate 1944)                          | 1 marzo 1943                                                  | 18 gennaio 1945                                           |
| Birkenau                            | Brzezinka (Birkenau) presso Oświęcim (Auschwitz)                            | Lavoro in un'azienda delle SS | 204 (17 gennaio 1945)                                                                 | 1943                                                          | gennaio 1945                                              |
| Bismarckhütte                       | Chorzów (Königshütte)                                                       | Lavoro nella "Bismarckhütte" nella produzione di armi e veicoli blindati. Azienda: Berghütte Königs- und Bismarckhütte AG                                           | 192 (17 gennaio 1945)                                                                 | 1 settembre 1944                                              | 27 gennaio 1945                                           |
| Blechhammer                         | Blachownia Śląska (Blechhammer) presso Koźle, distretto di Kędzierzyn-Koźle | Costruzione di impianti chimici. Azienda: Oberschlesische Hydrierwerke AG                                                                                           | 3.958 uomini (17 gennaio 1945) e 157 donne (30 dicembre 1944)                         | 1º aprile 1944                                                | 26 gennaio 1945                                           |
| Bobrek                              | Bobrek presso Oświęcim (Auschwitz)                                          | Produzione di apparecchiature elettriche per aerei e sottomarini. Azienda: Siemens-Schuckertwerke AG                                                                | 213 uomini (17 gennaio 1945) e 38 donne (30 dicembre 1944)                            | aprile/maggio 1944 (assunzione di detenuti dal dicembre 1943) | 19 gennaio 1945                                           |
| Brünn                               | Brno (Brünn), all'epoca Protettorato di Boemia e Moravia                    | Lavori di costruzione dell'Accademia tecnica delle SS e della polizia. Datore di lavoro: SS-WVHA, Ufficio C, Direzione lavori Brno                                  | 250 (ottobre 1943), 36 (17 gennaio 1945)                                              | 1 ottobre 1943                                                | gennaio 1945/31 marzo 1945                                |
| Budy I                              | Budy/Bór (Brzeszcze) presso Oświęcim (Auschwitz)                            | Lavoro in un'azienda delle SS | Alcune centinaia di donne                                                             | aprile 1943                                                   | autunno 1944                                              |
| Budy II                             | Budy/Bór (Brzeszcze) presso Oświęcim (Auschwitz)                            | Lavoro in un'azienda delle SS | 313                                                                                   | aprile 1942                                                   | gennaio 1945 (con una pausa nell'autunno/inverno 1942/43) |
| Budy III                            | Budy/Bór (Brzeszcze) bei Oświęcim (Auschwitz)                               | Lavori in una tenuta delle SS per l'irrigazione (scavo di fossati) e la pulizia delle vasche per i pesci                                                            | Circa 400 detenute della compagnia penale (estate 1942)                               | giugno 1942                                                   | primavera 1943                                            |
| Charlottengrube                     | Rydułtowy                                                                   | Lavoro nella miniera "Charlotte" per l'estrazione del carbone e l'ampliamento della miniera. Azienda: Reichswerke Hermann Göring                                    | 833 (17 gennaio 1945)                                                                 | 19 settembre 1944                                             | 31 gennaio 1945                                           |
| Chelmek                             | Chełmek                                                                     | Lavoro in un calzaturificio (pulizia del deposito acqua). Azienda: Ota Schlesische Schuh-Werke (ex "Bata")                                                          | Circa 150                                                                             | 1 ottobre 1942                                                | 9 dicembre 1942                                           |
| Eintrachthütte                      | Świętochłowice (Schwientochlowitz)                                          | Lavoro nella "Eintrachthütte" per la produzione di cannoni antiaerei. Aziende: OSMAG e Ost-Maschinenbau                                                             | 1297 (17 gennaio 1945)                                                                | maggio 1943/7 giugno 1943                                     | 23 gennaio 1945                                           |
| Freudenthal                         | Bruntál (Freudenthal), nel Reichsgau Sudetenland                            | Lavorazione della frutta. Compagnia: Emmerich Machold | 301 donne (30 dicembre 1944)                                                          | 1944                                                          | gennaio 1945/8 maggio 1945                                |
| Fürstengrube                        | Wesoła presso Mysłowice (Myslowitz)                                         | Lavoro nella miniera "Fürstengrube" (estrazione del carbone e scavo di nuove miniere). Azienda: Fürstengrube GmbH                                                   | 1283 (17 gennaio 1945)                                                                | 2 settembre 1943                                              | 29 gennaio 1945                                           |
| Gliwice I                           | Gliwice                                                                     | Miglioramento della flotta ferroviaria. Azienda: Reichsbahnausbesserungswerk Gleiwitz                                                                               | 1336 (17 gennaio 1945)                                                                | marzo 1944                                                    | 21 gennaio 1945                                           |
| Gliwice II                          | Gliwice                                                                     | Produzione di nerofumo (donne); riparazione, manutenzione di macchinari e ampliamento delle fabbriche (uomini). Azienda: Deutsche Gasrußwerke GmbH                  | 740 uomini (17 gennaio 1945) e 371 donne (30 dicembre 1944)                           | 3 maggio 1944                                                 | 22 gennaio 1945                                           |
| Gliwice III                         | Gliwice                                                                     | Riparazione dei padiglioni della Gleiwitzer Hütte, produzione di armi, munizioni e ruote ferroviarie. Azienda: Zieliewski – Maschinen- und Waggonbau GmbH, Cracovia | 609 (17 gennaio 1945)                                                                 | luglio 1944                                                   | 21 gennaio 1945                                           |
| Gliwice IV                          | Gliwice                                                                     | Ampliamento della caserma, riparazione e riconversione di veicoli militari                                                                                          | 444 (17 gennaio 1945)                                                                 | giugno 1944                                                   | 21 gennaio 1945                                           |
| Golleschau                          | Goleszów                                                                    | Lavoro in un cementificio delle SS. Azienda: Ostdeutsche Baustoffwerke GmbH – Golleschauer Portland Zement AG                                                       | 1008 (17 gennaio 1945)                                                                | 15 luglio 1942                                                | 21 gennaio 1945                                           |
| Günthergrube                        | Lędziny                                                                     | Estrazione del carbone nella miniera "Piast" e scavo della miniera "Günther". Azienda: Fürstlich-Plessische Bergwerks AG                                            | 586 (17 gennaio 1945)                                                                 | 1 febbraio 1944                                               | 19 gennaio 1945                                           |
| Harmense I                          | Harmęże presso Oświęcim (Auschwitz)                                         | Allevamento di pollame, conigli e piscicoltura in un'azienda delle SS                                                                                               | Circa 70 uomini                                                                       | 8. Dezember 1941                                              | 18 gennaio 1945                                           |
| Harmense II                         | Harmęże presso Oświęcim (Auschwitz)                                         | Allevamento di pollame e conigli in un'azienda delle SS | Circa 50 donne                                                                        | giugno 1942                                                   | 18 gennaio 1945                                           |
| Hindenburg                          | Zabrze                                                                      | Lavoro nella "Donnersmarckhütte" per la produzione di armi e munizioni. Azienda: United Oberschlesische Hüttenwerke AG                                              | 50 uomini (17 gennaio 1945) e 470 donne (30 dicembre 1944)                            | 1º agosto 1944                                                | 19 gennaio 1945                                           |
| Hubertushütte                       | Łagiewniki (Hohenlinde)                                                     | Lavoro nella "Hubertushütte". Azienda: Berghütte Königs- und Bismarckhütte AG                                                                                       | 202 (17 gennaio 1945)                                                                 | 20 dicembre 1944                                              | 19 gennaio 1945                                           |
| Janinagrube                         | Libiąż                                                                      | Estrazione del carbone nella miniera "Janina". Azienda: Fürstengrube GmbH                                                                                           | 853 (17 gennaio 1945)                                                                 | 4 settembre 1943                                              | 18 gennaio 1945                                           |
| Jawischowitz                        | Jawiszowice presso Brzeszcze                                                | Lavoro nella miniera "Brzeszcze-Jawischowitz" nell'estrazione del carbone e nei lavori di costruzione fuori terra. Azienda: Reichswerke Hermann Göring              | 1988 (17 gennaio 1945)                                                                | 15 agosto 1942                                                | 19 gennaio 1945                                           |
| Kobier                              | Kobiór                                                                      | Lavori forestali. Pertinenza: Ufficio forestale di Pleß | 158 (25 aprile 1943)                                                                  | 1 ottobre 1942                                                | 30 settembre 1943                                         |
| Lagischa                            | Łagisza                                                                     | Costruzione della centrale termoelettrica "Walter". Azienda: Energie-Versorgung Oberschlesien AG                                                                    | Circa 1000                                                                            | 15 giugno 1943/settembre 1943                                 | 6 settembre 1944                                          |
| Laurahütte                          | Siemianowice                                                                | Lavoro nella "Laurahütte" nella produzione di cannoni antiaerei. Azienda: Berghütte Königs- und Bismarckhütte AG                                                    | 937 (17 gennaio 1945)                                                                 | 1º aprile 1944                                                | 24 gennaio 1945                                           |
| Lichtewerden                        | Světlá, nel Reichsgau Sudetenland                                           | Lavoro in una fabbrica di filati. Azienda: GA Buhl e figlio | 300 donne (30 dicembre 1944)                                                          | 11 novembre 1944                                              | gennaio 1945/6 maggio 1945                                |
| Monowitz                            | Monowice (Monowitz) presso Oświęcim (Auschwitz)                             | Costruzione di un impianto chimico. Azienda: IG Farbenindustrie AG                                                                                                  | 10223 (17 gennaio 1945)                                                               | 31 maggio 1942/ottobre 1942 (impiego da marzo/aprile 1941)    | 27 gennaio 1945                                           |
| Neu-Dachs                           | Jaworzno                                                                    | Lavori nelle miniere di carbon fossile a Jaworzno e costruzione della centrale elettrica "Wilhelm". Azienda: Energy Supply Oberschlesien AG                         | 3664 (17 gennaio 1945)                                                                | 15 giugno 1943                                                | 19 gennaio 1945                                           |
| Neustadt                            | Prudnik                                                                     | Lavoro in una fabbrica tessile. Azienda: Schlesische Feinweberei AG                                                                                                 | 399 donne (30 dicembre 1944)                                                          | 26 settembre 1944                                             | 19 gennaio 1945                                           |
| Plawy                               | Pławy presso Oświęcim (Auschwitz)                                           | Lavoro in un'azienda delle SS | 138 uomini (17 gennaio 1945) e circa 200 donne (gennaio 1945)                         | 20 dicembre 1944 (uomini), 3 gennaio 1945 (donne)             | 18 gennaio 1945                                           |
| Radostowitz                         | Radostowice presso Pszczyna (Pleß)                                          | Lavori forestali. Pertinenza: Ufficio forestale di Pleß | Circa 20                                                                              | 1942                                                          | 1943 (con una pausa nell'inverno 1942/1943)               |
| Raisko                              | Rajsko presso Oświęcim (Auschwitz)                                          | Lavoro in un'azienda delle SS (orticoltura, piantagione sperimentale di Kok-Saghys)                                                                                 | Circa 300 donne (1944)                                                                | giugno 1943                                                   | gennaio 1945                                              |
| Sonderkommando Kattowitz            | Katowice                                                                    | Costruzione di rifugi antiaerei e caserme per la Gestapo | 10                                                                                    | 20 gennaio 1944                                               | 31 gennaio 1945                                           |
| Sosnitza                            | Sośnica (Sosnitza, Gleiwitz-Oehringen)                                      | Demolizione degli edifici di un campo di prigionia | Circa 30                                                                              | luglio 1940                                                   | agosto 1940                                               |
| Sosnowiec I                         | Sosnowiec                                                                   | Ristrutturazione di un edificio per uso uffici in Marktstr.12 (ulica Targowa 12)                                                                                    | 100                                                                                   | 31 agosto 1943                                                | 17 gennaio 1945                                           |
| Sosnowiec II                        | Sosnowiec                                                                   | Lavoro in una ferriera, fusione di tubi per cannoni antiaerei e fabbricazione granate. Azienda: Berghütte Ost-Maschinenbau GmbH                                     | 863 (17 gennaio 1945)                                                                 | maggio 1944                                                   | 17 gennaio 1945                                           |
| 2. SS-Bauzug in Karlsruhe           | Carlsruhe in Oberschlesien                                                  | Rimozione dei detriti e riparazione dei binari ferroviari. Autorità: Ufficio C della SS-WVHA                                                                        | Circa 500                                                                             | settembre 1944                                                | ottobre 1944                                              |
| SS-Hütte Porombka                   | Międzybrodzie                                                               | Costruzione e fornitura di una casa per vacanze delle SS (Solahütte)                                                                                                | Alcune dozzine di uomini durante la costruzione, alcune donne nel periodo di attività | autunno (ottobre/novembre) 1940                               | gennaio 1945                                              |
| Trzebinia                           | Trzebinia                                                                   | Ampliamento di una raffineria. Azienda: Petroleum Raffinerie GmbH                                                                                                   | 641 (17 gennaio 1945)                                                                 | 1 luglio 1944 / agosto 1944                                   | 31 gennaio 1945                                           |
| Tschechowitz I (Bombensuchkommando) | Czechowice-Dziedzice                                                        | Rimozione degli ordigni inesplosi nella raffineria e nel sito adiacente. Azienda: Compagnia petrolifera Vacuum                                                      | Circa 100                                                                             | agosto 1944                                                   | settembre 1944                                            |
| Tschechowitz II (Vacuum)            | Czechowice-Dziedzice                                                        | Eliminazione dei detriti, manutenzione della raffineria. Azienda: Compagnia petrolifera Vacuum                                                                      | 561 (17 gennaio 1945)                                                                 | settembre 1944                                                | gennaio 1945                                              |

## Le funzioni

### La funzione di Auschwitz

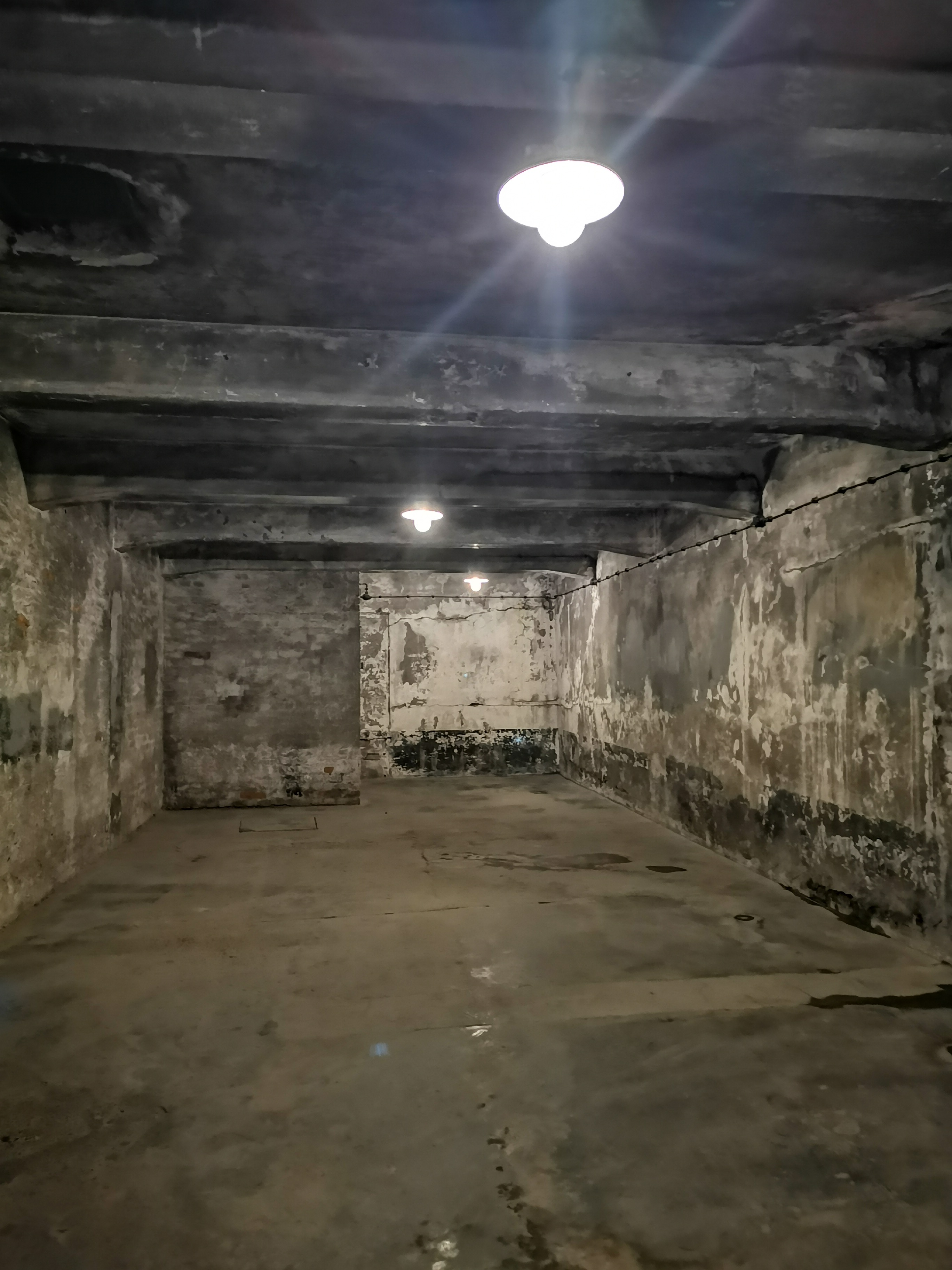
L'unica camera a gas rimasta intatta ad Auschwitz I

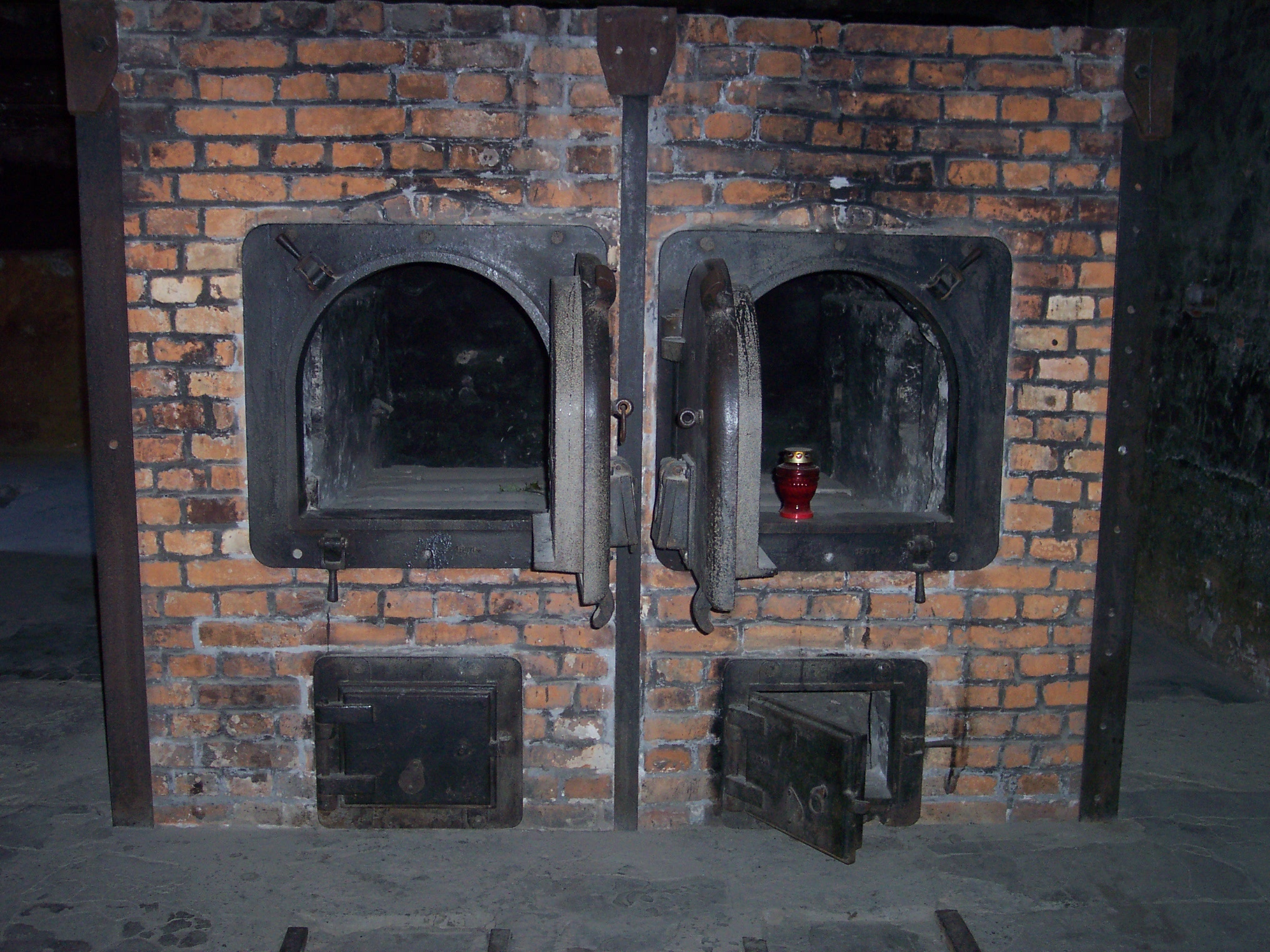
Forni crematori del campo di Auschwitz I; distrutti per ordine delle SS, vennero ricostruiti nel dopoguerra

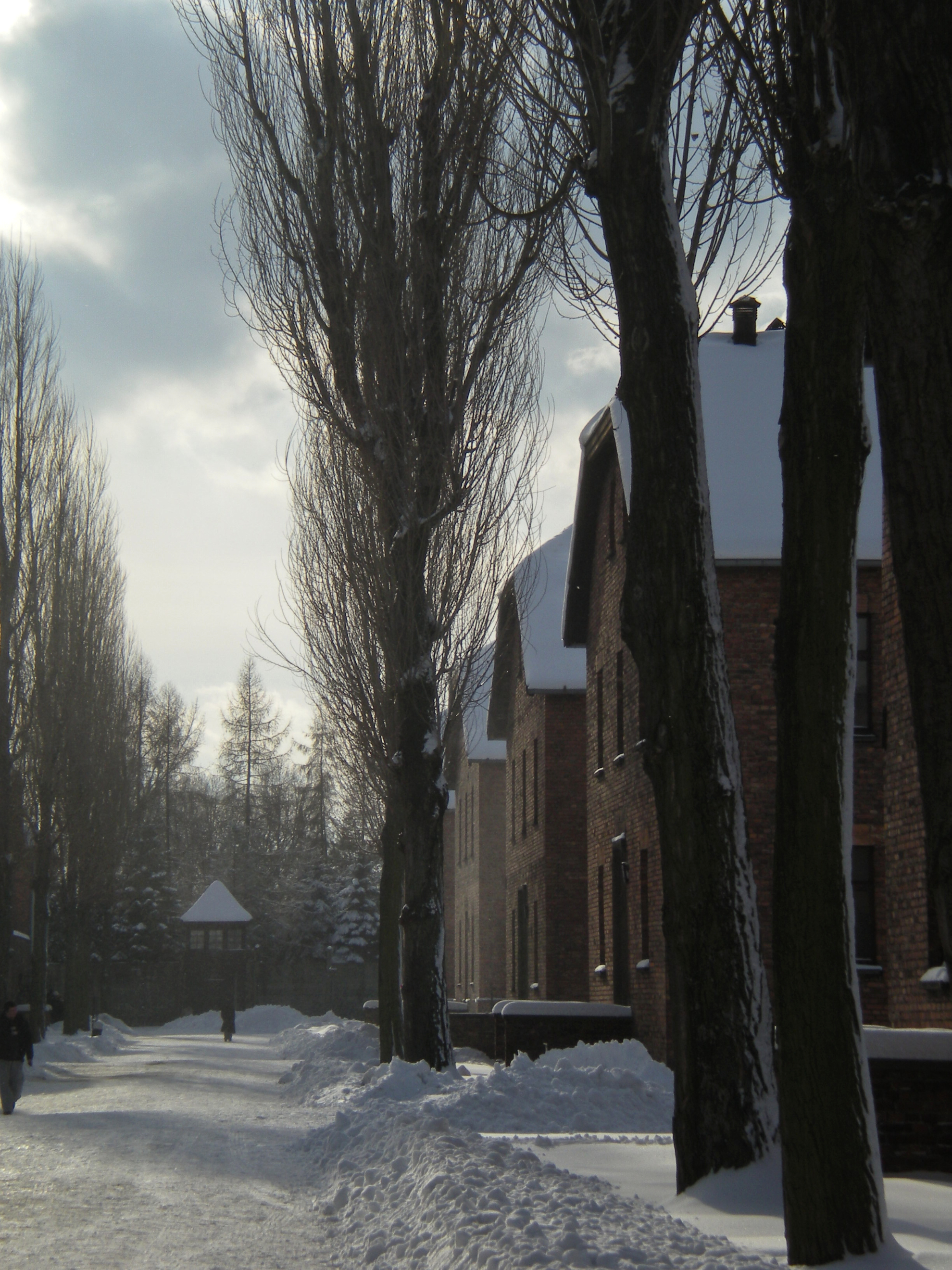
Scorcio dei blocchi in Auschwitz I

Auschwitz, che fu centro amministrativo dell'intero complesso, fu fondato il 20 maggio 1940, convertendo vecchie caserme dell'esercito polacco in un campo di concentramento e di lavoro. 728 prigionieri politici polacchi provenienti da Tarnów furono i primi deportati ad Auschwitz il 14 giugno 1940; lavorarono come manovali al riadattamento delle caserme, danneggiate dai bombardamenti, e alla costruzione delle recinzioni perimetrali.
Inizialmente venivano internati gli intellettuali e membri della resistenza polacca; più tardi vi si aggiunsero prigionieri di guerra sovietici, criminali comuni tedeschi, prigionieri politici ed "elementi asociali" come mendicanti, prostitute, omosessuali, testimoni di Geova, nonché ebrei. Normalmente vi erano rinchiuse dalle 13 000 alle 16 000 persone, ma nel 1942 si raggiunsero 20 000 detenuti.
Sopra il cancello d'ingresso si trovava la cinica scritta Arbeit macht frei ("Il lavoro rende liberi"), ideata, a quanto parte, dall'SS-Sturmbannführer Rudolf Höss, primo comandante responsabile del campo. Sembra anche che il fabbro che costruì la scritta, un dissidente politico polacco di nome Jan Liwackz, matricola 1010, avesse saldato la lettera "B" al contrario in segno di protesta, conscio di quale sarebbe stata la vera funzione di Auschwitz; questo gesto gli sarebbe potuto costare la vita. Si dice che quando il campo fu liberato dall'Armata Rossa, Liwackz chiese di riavere l'insegna, perché "gli apparteneva" in quanto realizzata da lui; cosa che non avvenne, dato che la scritta apparteneva ormai alla storia. I prigionieri che uscivano dal campo per recarsi al lavoro, o che vi rientravano, erano costretti a sfilare sotto questo cancello, accompagnati dal suono di marce marziali eseguite da un'orchestra di deportate appositamente costituita, Mädchenorchester von Auschwitz (letteralmente "Orchestra delle ragazze di Auschwitz"). Contrariamente a quanto rappresentato in alcuni film, la maggior parte degli ebrei non era detenuta ad Auschwitz e quindi non passava per questo cancello.
Le SS designarono alcuni prigionieri, spesso criminali comuni di origine tedesca o ariana (e quindi appartenenti alla "razza superiore"), come supervisori per gli altri detenuti. Tali supervisori, chiamati Kapo, nella maggior parte dei casi si macchiarono di orrendi crimini, abusando del proprio potere e divenendo così complici dei carnefici.
Gli internati vivevano in baracche chiamate block dotate di letti a castello a tre piani di tipo militare; il sovraffollamento delle baracche, spesso utilizzate al doppio della capienza, costringeva i prigionieri a dividere un pagliericcio in due o più, favorendo la trasmissione di parassiti e germi, che aumentavano le già elevate possibilità di infezioni e malattie.
Nella scala sociale del campo gli ebrei erano all'ultimo posto e ricevevano il peggior trattamento. Tutti gli internati avevano l'obbligo di lavorare (quelli inabili al lavoro venivano uccisi appena arrivati nel campo); gli orari variavano a seconda delle stagioni e si assestavano su una media di dieci o undici ore di lavoro giornaliero. Una domenica ogni due, tranne per chi lavorava presso aziende belliche che funzionavano a ciclo continuo, era considerata festiva e veniva dedicata alla pulizia e manutenzione del campo e all'igiene personale. Le condizioni di lavoro disumane, le razioni scarse e l'igiene pressoché inesistente portavano rapidamente i detenuti alla morte.

### La funzione di Birkenau

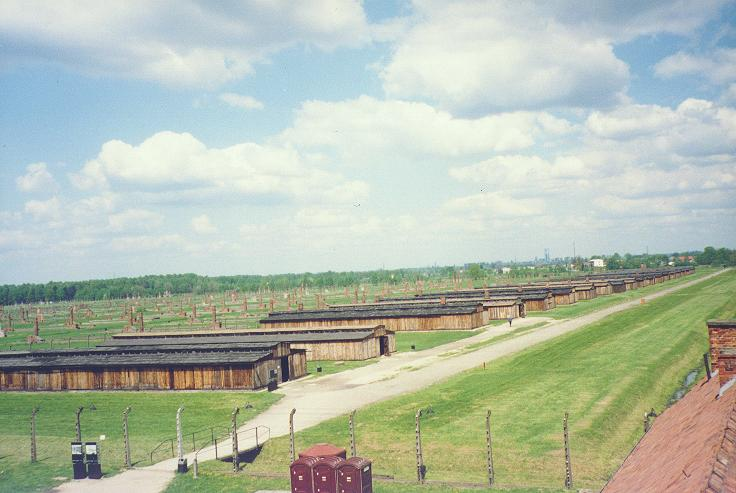
Le baracche di Birkenau, come apparivano nel 2001

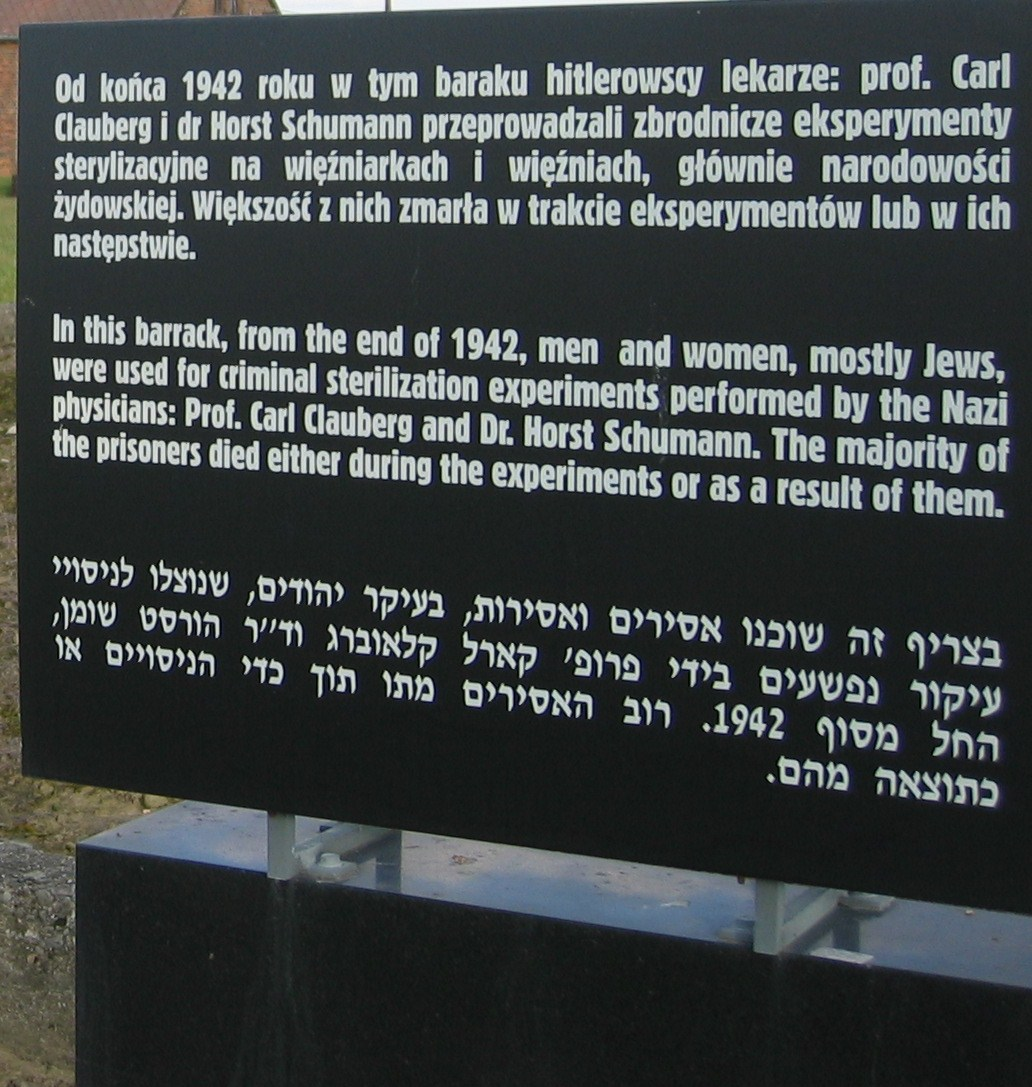
Targa commemorativa della baracca nel campo ove venivano condotti esperimenti su cavie umane. Essa recita: In questa baracca, dalla fine del 1942, uomini e donne, quasi tutti ebrei, furono sottoposti a esperimenti criminali di sterilizzazione condotti da medici nazisti: il prof. Carl Clauberg e il dottor Horst Schumann. La maggioranza dei prigionieri morì o durante gli esperimenti o per le loro conseguenze.

Il complesso di Birkenau, divenuto operativo il 7 ottobre 1941, era stato concepito da Himmler nel marzo 1941 inizialmente per i prigionieri di guerra sovietici catturati in gran numero durante le prime fasi dell'invasione tedesca. Birkenau fu il principale campo di sterminio del complesso concentrazionario di Auschwitz. Qui, in diversi sotto-campi, furono imprigionate centinaia di migliaia di deportati e trovarono la morte circa 1,1 milioni di persone. Degli oltre 13 000 sovietici giunti con i primi convogli solo 92 erano ancora vivi il 27 gennaio 1945, giorno della liberazione del campo.
Il campo fu installato presso la cittadina a Brzezinka (dal polacco brzoza - betulla; in tedesco Birkenau), a circa 3 km dal campo Auschwitz. Il luogo fu scelto per la vicinanza della ferrovia, che avrebbe semplificato le operazioni logistiche per grandi deportazioni successive previste già allora. Successivamente il campo divenne strumento principale di sterminio nel contesto della tristemente famosa soluzione finale della questione ebraica. (Il libro Mein Kampf, pubblicato da Hitler nel 1925 e considerato una sorta di manifesto dell'ideologia nazista, oltre a propugnare l'espansione territoriale del Reich tedesco verso est, una visione politica primitiva e brutale, un regime totalitario di tipo fascista e ispirato al culto della razza, esprimeva anche una forma di antisemitismo radicale, ma non prefigurava lo sterminio degli ebrei).
Per costruire il lager, furono espropriate e distrutte le abitazioni del villaggio di Brzezinka; il materiale ricavato fu adoperato nei lavori.
Le dimensioni di Birkenau erano immense: circa 2,5 km per 2 km. Era circondato da filo spinato elettrificato, ed ogni giorno moltissimi prigionieri, stremati dalle impossibili condizioni di vita, a volte peggiori di quelle di Auschwitz e di Monowitz, andavano a gettarsi sul reticolato ad alta tensione per porre fine alle loro sofferenze; era la morte "svelta e dolce", nel gergo del campo si diceva «andare al filo».

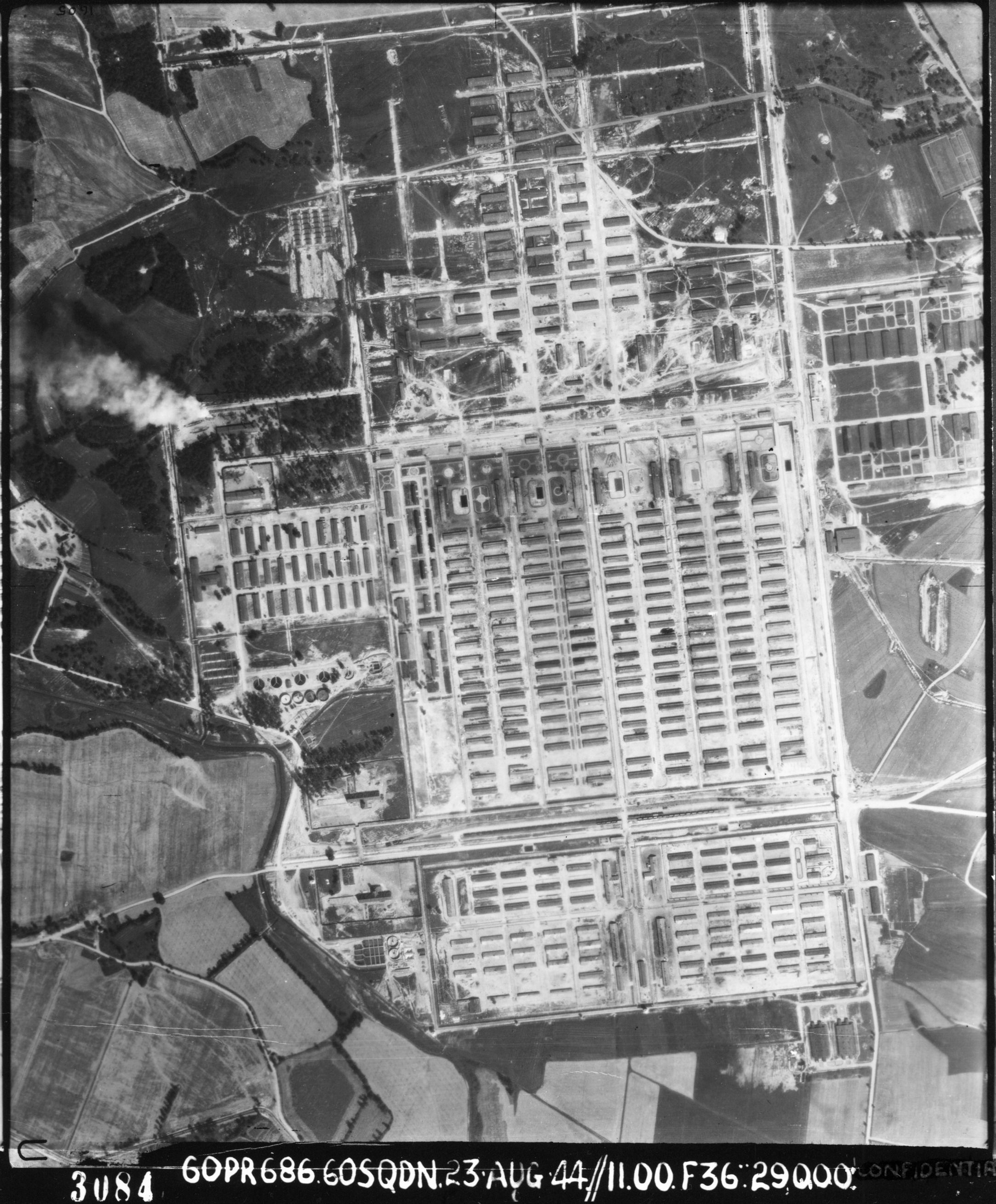
Foto aerea del campo, scattata nel 1944, in cui si nota il fumo dei roghi umani di Birkenau.

Il campo arrivò a contenere fino a 100 000 persone internate in diversi settori, completamente separati tra loro e senza alcuna possibilità di comunicazione tra uno e l'altro:
- Settore B-I-a, campo femminile. A partire da agosto 1942 vi venivano internate donne ebree e non ebree deportate insieme ai figli da diverse nazioni. Nel luglio 1943, con l'arrivo di sempre più trasporti, il campo fu ampliato fino ad incorporare il settore B-I-b, precedentemente occupato dal campo maschile. Nel novembre 1944 il campo fu liquidato, alcune donne e bambini furono trasferiti al settore B-II-e, le altre, "abili al lavoro", al settore B-II-b.
- Settore B-I-b. A partire da marzo 1942 conteneva uomini ebrei e non ebrei deportati da diverse nazioni. Nel luglio 1943 gli uomini furono trasferiti al settore B-II-d a causa della necessità di ampliare il settore femminile contiguo B-I-a.
- Settore B-II-a, campo di quarantena (Quarantänelager). Dall'agosto 1943 al novembre 1944 uomini ebrei e non ebrei vi trascorrevano il periodo di quarantena, per identificare coloro che avrebbero potuto essere affetti da malattie contagiose. Era inoltre utilizzato dalle autorità per "iniziare" gli internati alla dura vita del campo, terrorizzandoli, e abituarli all'obbedienza indiscussa ad ogni ordine impartito. A partire dall'aprile 1944 in alcune baracche venivano tenuti segregati uomini e donne ammalati trasferiti da altri settori.
- Settore B-II-b, campo per famiglie di Theresienstadt (Familienlager Theresienstadt). Fu occupato da famiglie ebree provenienti dal campo di concentramento di Theresienstadt da settembre 1943 a luglio 1944, quando il campo per famiglie fu "liquidato" e i suoi occupanti furono sterminati (solo un numero esiguo di prigionieri fu selezionato per il lavoro coatto e trasferito altrove).[35] Successivamente il settore accolse donne polacche provenienti dai rastrellamenti seguiti all'insurrezione di Varsavia, nonché, nel novembre 1944, le poche scampate alla liquidazione del settore B-I-a.
- Settore B-II-c, campo di transito (Durchgangslager). Dal maggio al novembre 1944 in questo settore trovarono temporanea collocazione le donne ebree provenienti dall'Ungheria in previsione di essere inviate a lavorare presso altri settori di Auschwitz o altri campi. Non venivano registrate ufficialmente, dato che dovevano essere mandate al lavoro oppure, in molti casi, alla morte senza lasciare traccia. Ad ottobre 1944 arrivarono anche poche donne sopravvissute alla liquidazione del settore B-III (Mexico).
- Settore B-II-d, campo maschile (Männerlager). Dal novembre 1943 al gennaio 1945 fu il principale campo maschile (per ebrei e non ebrei) di Birkenau.
- Settore B-II-e, campo per famiglie zingare (Familienzigeunerlager). Dal febbraio 1943 all'agosto 1944 fu il campo di internamento per le famiglie zingare deportate, dove le continue epidemie e le condizioni alimentari e igieniche al di sotto di ogni stardard compirono una terribile falcidia; i pochi superstiti furono mandati nelle camere a gas nell'agosto 1944. A partire dal maggio 1944 alcuni uomini ebrei furono rinchiusi in baracche isolate del settore, come riserva di manodopera, similmente alle donne del B-II-c.
- Settore B-II-f, ospedale (Häftlingskrankenbau), chiamato dai deportati, ad esempio Primo Levi, anche Ka-Be. Dal luglio 1943 al gennaio 1945 fu l'ospedale per i prigionieri maschi, spesso chiamato "anticamera del crematorio", dato l'elevatissimo numero di ammalati che morivano per le selezioni periodiche[non chiaro] e assenza di cure. Il personale medico delle SS effettuava anche "esperimenti medici" su cavie umane.
- Settore B-II-g, deposito (Effektenlager) o Kanada. Operativo dal dicembre 1943, era destinato allo stoccaggio e al successivo invio in Germania dei beni di proprietà dei deportati. Nel gennaio 1945, mentre stavano abbandonando il campo, le SS cercarono di nascondere le tracce dei loro crimini, bruciando le baracche del Kanada.
- Settore B-III, campo di transito (Durchgangslager) o Mexico. La costruzione si protrasse dalla fine del 1943 fino all'aprile 1944, ma non fu mai completata. Almeno 10 000 internate ebree furono rinchiuse nel campo incompiuto dal giugno al novembre 1944, spesso senza neppure un ricovero, in terribili condizioni. Molte furono mandate nelle camere a gas, altre trasferite nel settore B-II-c (ottobre 1944) o presso altri campi. Nel novembre 1944 la direzione decise di smantellare il settore; i materiali recuperati furono inviati al campo di concentramento di Gross-Rosen.

Lo scopo primario della struttura era l'eliminazione di massa: vi si trovavano quattro camere a gas con annessi crematori. L'eliminazione ebbe inizio nella primavera del 1942.

### La funzione di Monowitz
Il campo di Monowitz nacque a circa sette chilometri a est dal campo principale di Auschwitz al fine di collocarvi la manodopera a basso costo per l'impianto chimico Buna Werke, allora in costruzione, evitando lunghe marce tra il campo principale e il sito e aumentando così la produttività. Buna Werke, di proprietà della IG Farben, era destinato alla produzione su vasta scala di gomma sintetica (Buna, da cui il nome del complesso), benzina sintetica e altri sottoprodotti del carbone. Nonostante i grandi sforzi compiuti, che causarono la morte di circa 25 000 lavoratori schiavi su un totale di 35 000, l'impianto non arrivò mai a produrre. Era la più grande fabbrica chimica dell'epoca.
Se questo è un uomo di Primo Levi, deportato italiano di origine ebraica, descrive la tragica situazione degli internati a Monowitz. La salvezza di Levi si deve probabilmente alla sua laurea in chimica, che gli permise di essere assunto in qualità di "specialista" all'interno del complesso e poter così allieviare ogni tanto le terribili condizioni (acuite dal freddo inverno polacco) delle normali squadre di lavoro.

### La funzione dei sottocampi
I sottocampi erano situati nelle vicinanze dei tre campi principali. Avevano lo scopo di far lavorare i prigionieri in allevamento, agricoltura e costruzione di fattorie.

## Lo sviluppo e la funzione del complesso

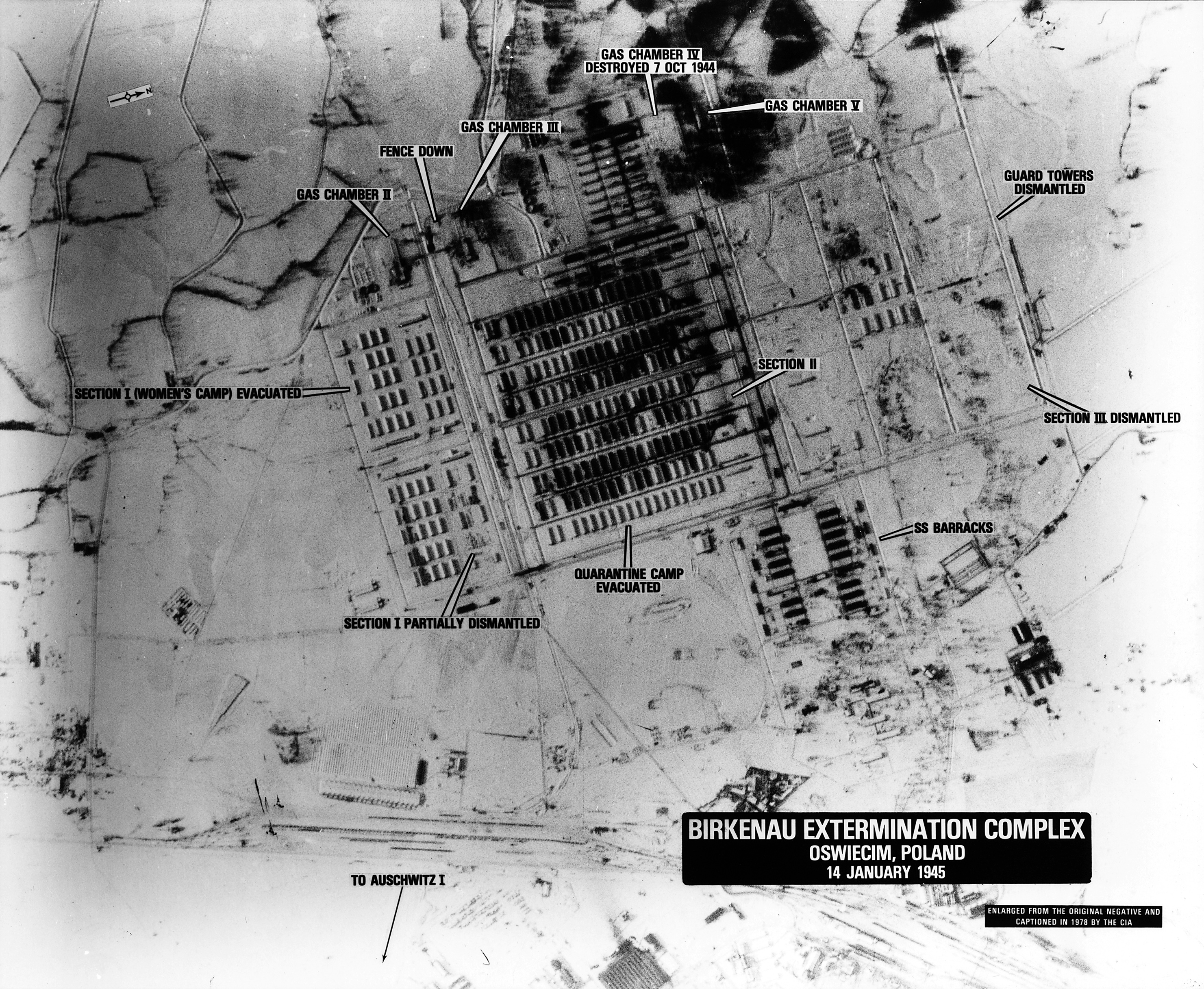
Planimetria del campo di Birkenau

### Lo sviluppo del complesso
Sin dagli anni trenta i piani nazisti prevedevano la deportazione e lo sterminio del 90% dei polacchi. Una volta eliminati gli ebrei, i campi della morte della Polonia sarebbero stati usati contro i polacchi stessi. La Polonia avrebbe dovuto essere smembrata, depredata di tutti i territori e di tutte le risorse nazionali e una piccola percentuale di popolazione sopravvissuta ridotta in schiavitù al servizio dei coloni tedeschi, in aree da ripopolare con individui di razza germanica; il numero dei polacchi da lasciare in vita, necessario per la colonizzazione, era stimato in due-tre milioni. Ogni famiglia tedesca avrebbe avuto i propri schiavi slavi di cui disporre a piacimento.
In questo contesto, già durante l'invasione della Polonia, avvenuta il 1º settembre 1939, le truppe tedesche venivano seguite da speciali Einsatzkommandos che avevano il compito di sterminare gli ebrei e le personalità politiche e culturali polacche. Presto tutte le prigioni polacche furono piene e si ebbe la necessità di trovare nuove aree di internamento per i numerosi prigionieri che venivano catturati durante i rastrellamenti.
Durante le prime fasi dell'invasione nazista i soldati eseguivano numerose fucilazioni di massa dei "nemici del popolo tedesco": ebrei, zingari, oppositori politici. Ci furono numerosi casi di diserzione e suicidi nelle file dell'esercito tedesco, poiché i militari faticavano ad accettare ordini che comportavano la fucilazione di vecchi, donne e bambini. La scelta di aprire campi di sterminio veniva incontro anche all'esigenza di evitare il lavoro "sporco" ai semplici soldati di leva. I campi di sterminio assolvevano tre necessità:
- segretezza delle operazioni;
- efficienza nello sterminio, effettuato su scala industriale;
- indipendenza dall'esercito, in quanto svolto da corpi speciali.

Nel dicembre 1939 il comandante della polizia di sicurezza (Sipo) e dell'SD di Breslavia SS-Oberführer Arpad Wigand, in collaborazione con l'ufficio dell'alto comando delle SS e della polizia del Sud-Est (SS-Gruppenführer Erich von dem Bach-Zelewski), mise allo studio la possibilità di costruire un nuovo campo di concentramento nella zona di Oświęcim (Auschwitz).
Il luogo fu scelto per la presenza alla confluenza dei fiumi Vistola e Soła di una caserma di artiglieria polacca caduta nelle mani della Wehrmacht, situata fuori dalla città, quindi facile da isolare dal mondo esterno. La posizione offriva inoltre comodi collegamenti ferroviari con la Slesia, il Governatorato Generale, la Cecoslovacchia e l'Austria, che avrebbero semplificato la deportazione degli elementi "ostili", "asociali" e degli ebrei.
Tra gennaio e aprile 1940 furono vagliate diverse ipotesi alternative per l'ubicazione del campo, con l'intervento dello stesso comandante delle SS Heinrich Himmler, desideroso di risolvere quanto prima i problemi della creazione di un nuovo complesso (ad esempio, a febbraio l'esercito ebbe qualche difficoltà con la consegna della caserma).
L'8 aprile 1940 il generale Halm stipulò con le SS un contratto per la realizzazione della struttura. Il 18-19 aprile 1940 Rudolf Höß, già aiutante presso il campo di concentramento di Sachsenhausen, fece un ultimo sopralluogo. Prima di visitare il campo, Höß si incontrò con Wingand a Bratislava e fu aggiornato circa i dettagli del progetto: creare un campo di quarantena per prigionieri polacchi destinati alla successiva deportazione in altri campi all'interno del Terzo Reich.
Il 27 aprile 1940, in seguito al rapporto di Höß, Himmler ordinò all'ispettore dei campi di concentramento SS-Oberführer Richard Glücks di costrure quello che sarebbe diventato Auschwitz, ricorrendo alla manodopera di detenuti già internati in altri campi. Il 29 aprile Glücks nominò Höß comandante provvisorio del nuovo campo (la nomina definitiva è del 4 maggio 1940). Höß raggiunse il sito il 30 aprile, scortato da cinque uomini delle SS. Per i lavori di sistemazione dell'area furono immediatamente impiegati alcuni civili polacchi e circa trecento ebrei, forniti dal locale consiglio ebraico (Judenrat).
Il 20 maggio 1940 arrivarono i primi trenta prigionieri, provenienti dal campo di concentramento di Sachsenhausen, per la maggior parte criminali comuni selezionati per la loro crudeltà e ottusa obbedienza a ogni ordine, destinati a diventare il primo nucleo di Kapò e "prominenti", e ad aiutare le SS nel successivo "lavoro" di controllo della massa dei deportati.
Il 10 giugno 1940, prima ancora che i primi deportati giungessero al campo, furono ordinati progetti per un primo crematorio dotato di tre forni, ciascuno a doppia muffola, prodotti dalla J.A. Topf und Söhne di Erfurt; i progetti furono rapidamente approvati e la costruzione fu ultimata entro il 23 settembre dello stesso anno, data della prima cremazione di prova conosciuta.
Il 14 giugno 1940, seppur ancora in fase di costruzione e ampliamento, il campo di Auschwitz ricevette il primo convoglio di 728 deportati, accolti dal primo direttore del campo SS-Hauptsturmführer Karl Fritzsch con le parole:

### La funzione del complesso
(Millie Werber)

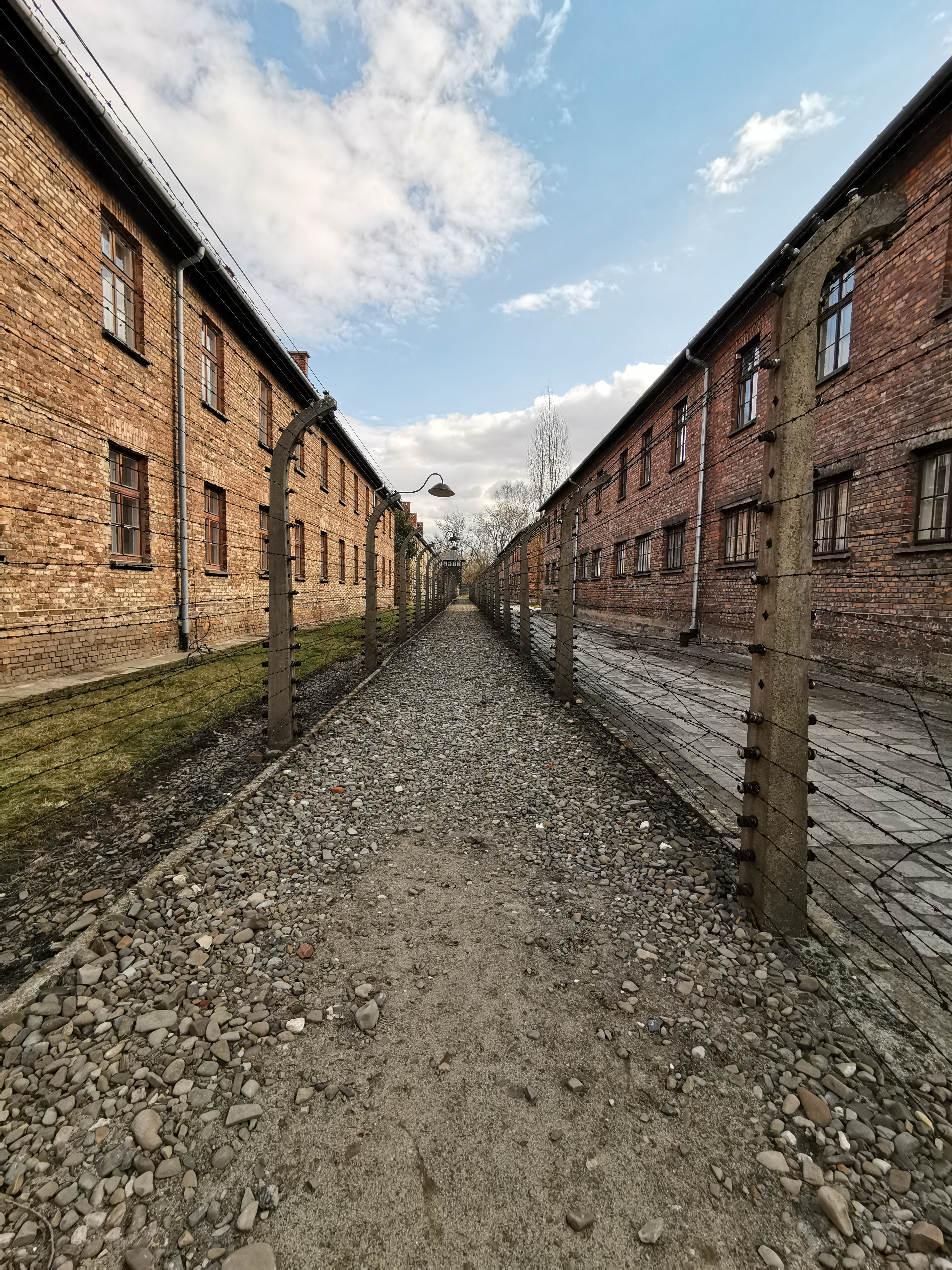
Recinzione con fili ad alta tensione

La sigla RIF (e non RJF) in realtà stava per Reichsstelle für Industrielle Fettversorgung, ovvero "Centro nazionale per approvvigionamento grassi industriali". Si trattava di un surrogato di sapone di scarsa qualità, che non conteneva grassi né umani né di altra provenienza. La produzione di sapone con grasso umano in alcuni campi è effettivamente avvenuta, ma solo in casi isolati in via sperimentale e mai su grande scala.
Auschwitz fu inizialmente fondato come campo di concentramento e di smistamento dei prigionieri di origine polacca e non specificamente per lo sterminio del popolo ebraico. Infatti, nonostante il violento antisemitismo proprio della dittatura nazionalsocialista, all'epoca Hitler e i gerarchi del Reich non avevano ancora trovato quella che, eufemisticamente, denominarono in seguito la "soluzione finale del problema ebraico".
Tale "soluzione" sarebbe stata decisa da Hitler tra l'ottobre e il dicembre 1941 e pianificata nel corso della conferenza di Wannsee del 20 gennaio 1942, durante la quale si decise lo sterminio scientifico del popolo ebraico (e di altre minoranze) e che a metà del 1942 diede avvio alla fase più brutale dell'Olocausto, quella del genocidio. Per quella data ad Auschwitz era stato reso pienamente operativo ed efficiente il grande complesso di sterminio di Birkenau.

## La vita nel campo

### Il trasporto e l'arrivo al campo
Si riportano qui sotto alcuni termini tipici della lingua dei lager ricorrenti anche nel campo di Auschwitz.
- Block: blocco, è la baracca che riunisce le camerate dove alloggiano gli internati, in condizioni di sovraffollamento, costretti a dormire almeno in due per ogni pagliericcio disponibile;
- Blocksperre: chiusura del blocco, è un ordine che impone a tutti i prigionieri di rientrare nelle baracche. Quest'ordine è impartito anche in vista di una "selezione", per evitare che gli internati vi si sottraggano;
- Häftling: prigioniero, è l'espressione spesso utilizzata in associazione con il numero di matricola tatuato sull'avambraccio sinistro, per identificare uno specifico prigioniero, ad esempio Häftling 174.517;
- Ka-Be: è l'acronimo di Krankenbau, l'infermeria del campo;
- Kapo: è un prigioniero investito dalle SS di una carica di comando e di sorveglianza sui deportati;
- Kommando: squadra di lavoro;
- Muselmann: musulmano, è un prigioniero sfinito dal lavoro e dalla fame, senza più alcuna volontà di sopravvivenza, destinato alla selezione. L'origine del termine deriva dal fatto che questi individui, stremati e senza neanche più la forza di reggersi in posizione eretta, dondolano sulle gambe in un modo che può ricordare la preghiera islamica;
- Prominent: prominente, è il prigioniero che gode di una condizione privilegiata rispetto agli altri internati;
- Selektion: selezione, è la scelta tra gli abili al lavoro e quelli che sono da inviare immediatamente alle camere a gas, effettuata dal personale medico SS sia all'arrivo dei convogli di deportati sia in modo regolare sui prigionieri indeboliti dalla fame e dal lavoro;
- Sonderkommando: squadra speciale, è composta da prigionieri segregati, che lavorava presso i forni crematori e aveva l'obbligo di collaborare alle operazioni di smaltimento dei cadaveri.

I convogli di deportati (2 000 – 2 500 prigionieri per treno), spesso chiamati trasporti, composti da vagoni merci contenenti da 80 a 120 persone costrette a inimmaginabili condizioni di vita e igieniche, che spesso viaggiavano per 10-15 giorni per raggiungere la loro ultima meta, venivano organizzati da uno speciale dipartimento dell'RSHA (Ufficio centrale per la sicurezza del Reich): l'Amt IV B 4 comandato da Adolf Eichmann. Eichmann e i suoi collaboratori in qualità di esperti di "problemi ebraici" gestirono l'intera parte logistica dello sterminio, indirizzando i convogli in diversi centri in base alla capacità "ricettiva" di essi; il grande complesso di Auschwitz ricoprì sempre un ruolo fondamentale nel processo di "soluzione finale". Le azioni di sterminio (chiamate Aktion), della durata di 4-6 settimane, si susseguirono per tutta la durata del conflitto coinvolgendo successivamente diversi gruppi provenienti dalle nazioni sotto il controllo tedesco.
Dal 14 giugno 1940 (data del primo arrivo dei deportati) al 1942 (quando fu messa in funzione la Judenrampe) i treni sostavano sui binari nei pressi del campo principale di Auschwitz – i grandi impianti di sterminio di Birkenau non erano ancora stati costruiti. Questo avvenne anche in seguito, soprattutto nel caso di rastrellati polacchi (non ebrei) da internare nel campo principale. A volte si "scaricava" nella stazione della cittadina di Oświęcim a causa dell'eccessivo numero di convogli in arrivo.
Dal 1942 fino al maggio 1944 i treni arrivavano a una piccola banchina ferroviaria, universalmente nota come la rampa degli ebrei (in tedesco Judenrampe), situata a circa ottocento metri all'esterno del campo di Auschwitz, nei pressi dello scalo merci della stazione di Oświęcim. La maggior parte dei convogli di deportati italiani ebbe come ultima fermata proprio la Judenrampe, compreso il treno che trasportava Primo Levi, che ha vividamente descritto la scena del suo arrivo notturno come «una vasta banchina illuminata dai riflettori» in Se questo è un uomo. Dopo la guerra la Judenrampe, luogo di arrivo e selezione di almeno 800 000 deportati da tutta Europa, non fu inclusa nell'area divenuta museo del campo e scomparve quasi completamente. Solo nel 2005 è stata in parte recuperata e inserita nei percorsi di visita al campo di Auschwitz.
Nel maggio 1944, per semplificare le operazioni di sterminio dei numerosi convogli provenienti dall'Ungheria, la linea ferroviaria fu prolungata all'interno del campo di Birkenau fino a una nuova banchina a tre binari chiamata Bahnrampe. La Bahnrampe, resa famosa dalle evocative scene del capolavoro Schindler's List di Steven Spielberg, fu utilizzata fino al novembre 1944 quando, per ordine del comandante delle SS Heinrich Himmler, con l'avvicinarsi delle truppe sovietiche le operazioni di sterminio furono sospese e si procedette alla liquidazione del campo.

### La selezione dei prigionieri

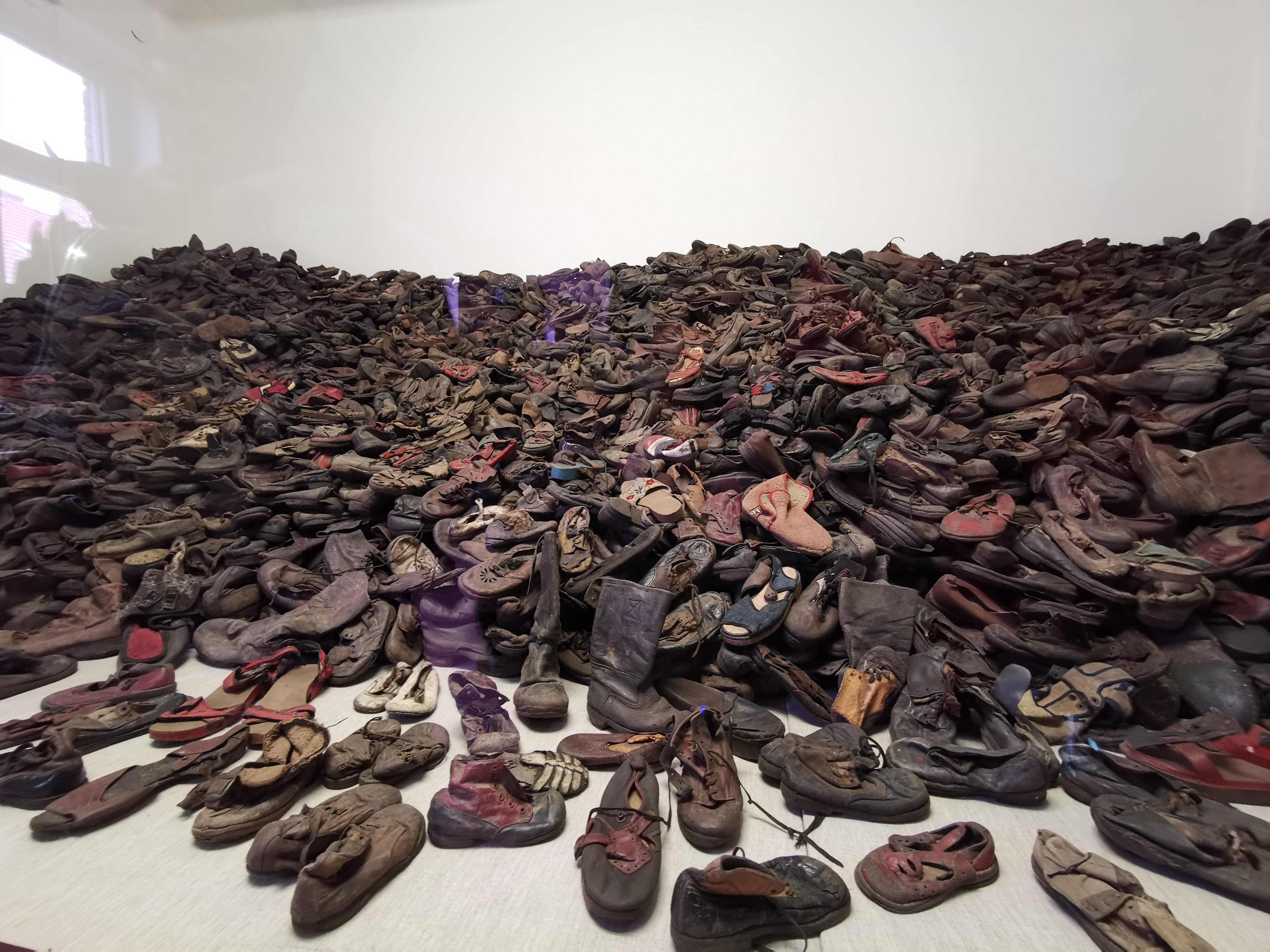
Scarpe raccolte e conservate nel museo di Auschwitz

Appena arrivati a destinazione, i treni venivano rapidamente scaricati del loro carico umano e avveniva la selezione tra gli abili al lavoro e quelli da mandare direttamente alla morte. Le procedure della selezione sono descritte in molti libri di memorie dai sopravvissuti e nelle testimonianze fornite ai processi da membri delle stesse SS. Ne esiste anche una dettagliata documentazione fotografica nel cosiddetto Auschwitz Album, una serie di circa duecento foto scattate a maggio-giugno del 1944 dai militari delle SS, probabilmente per ordine delle autorità di comando tedesche desiderose di vedere quanto avveniva nel campo.
L'area veniva circondata da uomini armati delle SS e da internati che accostavano rampe in legno alle porte dei vagoni per semplificare e velocizzare la discesa. Gli stessi internati – che avevano l'assoluto divieto, pena la morte, di parlare con i nuovi arrivati per evitare il panico negli stessi – scaricavano i bagagli che venivano portati presso il settore Kanada di Birkenau dove si effettuava la cernita e l'imballaggio dei beni per il successivo invio in Germania.
Gli uomini venivano separati dalle donne e dai bambini formando due distinte file. A questo punto il personale medico delle SS decideva chi era abile al lavoro. Mediamente solo il 25% aveva possibilità di sopravvivere. Il restante 75% (donne, bambini, anziani, madri con figli) veniva indirizzato direttamente alle camere a gas. Le percentuali abili/gasati fluttuarono nel corso del conflitto a seconda delle esigenze dell'industria bellica tedesca diretta da Albert Speer. Vi furono interi treni inviati direttamente alle camere a gas senza nessuna selezione a causa del sovraffollamento del campo e dell'imminente arrivo di nuovi convogli, soprattutto durante lo sterminio degli ebrei ungheresi nel 1944.
La selezione era operata esclusivamente da personale medico delle SS, uno o più dottori a turno in servizio alla rampa.
In questa fase le SS mantenevano un comportamento gentile e accondiscendente al fine di mascherare le loro intenzioni e velocizzare le operazioni di scarico e selezione, infondendo falsa fiducia nei prigionieri appena arrivati, normalmente stanchi e confusi dal lungo viaggio.
Le persone considerate non utili allo sforzo bellico venivano mandate immediatamente in una delle quattro camere a gas mascherate da docce situate a Birkenau, dove venivano uccise a gruppi con gas letali (di solito Zyklon B). Un'altra camera a gas, la prima costruita, era presente anche ad Auschwitz e fu operativa dal 15 agosto 1940 al luglio 1943, quando fu abbandonata in favore di quelle più "efficienti" di Birkenau. I deportati venivano spostati (a piedi o con grossi camion) dall'altra parte del campo rispetto alle banchine di arrivo. Qui venivano introdotti in un locale camuffato da spogliatoio con tanto di descrizioni multilingue delle procedure per il successivo recupero dei vestiti. A documentare il momento immediatamente precedente e immediatamente successivo all'ingresso nelle camere a gas si conoscono, oltre a numerose testimonianze di prigionieri sopravvissuti e del personale SS, anche le quattro foto del Sonderkommando, scattate clandestinamente da un membro del gruppo di lavoro ad Auschwitz-Birkenau (forse l'ebreo greco Alberto Errera) e fatte pervenire alla resistenza polacca.
I dichiarati abili al lavoro venivano invece condotti negli edifici dei bagni, dove dovevano, anzitutto, consegnare biancheria e abiti, nonché tutti i monili di cui erano in possesso; venivano privati, inoltre, degli eventuali documenti d'identità. Tutti potevano conservare solo un fazzoletto di stoffa, gli uomini anche la cintura dei pantaloni. Poi venivano spinti nel locale in cui i barbieri li radevano su tutto il corpo in maniera sbrigativa, dopo aver inumidito le zone sottoposte a rasatura con uno straccio intriso di liquido disinfettante. Il passaggio successivo era la doccia, cui seguiva la distribuzione del vestiario da campo: una casacca, un paio di pantaloni e un paio di zoccoli.
I detenuti ritenuti abili al lavoro dovevano lavorare fino allo stremo per numerose ditte tedesche, tra cui la IG Farben, produttrice del gas che serviva a sterminarli, la Metal Union e la Siemens. Nel campo non c'erano servizi igienici, l'assistenza medica era fittizia; fame ed epidemie erano all'ordine del giorno.

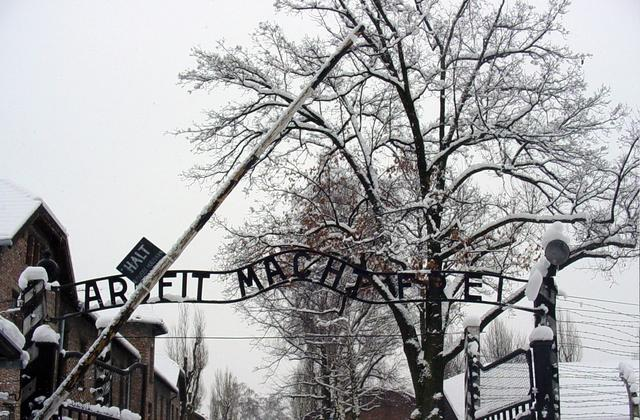
L'ingresso di Auschwitz, con la famigerata scritta Arbeit macht frei, ovvero Il lavoro rende liberi

### La gestione dei prigionieri
Rasati a zero, scorticati con rasoi spuntati fin nelle parti intime, disinfettati con prodotti orticanti e lavati nel peggiore dei modi con acqua bollente alternata alla gelata, i prigionieri indossavano i logori panni del campo, una specie di "pigiami" a strisce grigie scure e chiare, o abiti riciclati rattoppati tolti ai deportati prima di loro. Pesanti e spaiati zoccoli di legno completavano la "divisa". Poi ai detenuti veniva tatuato sull'avambraccio sinistro un numero progressivo.

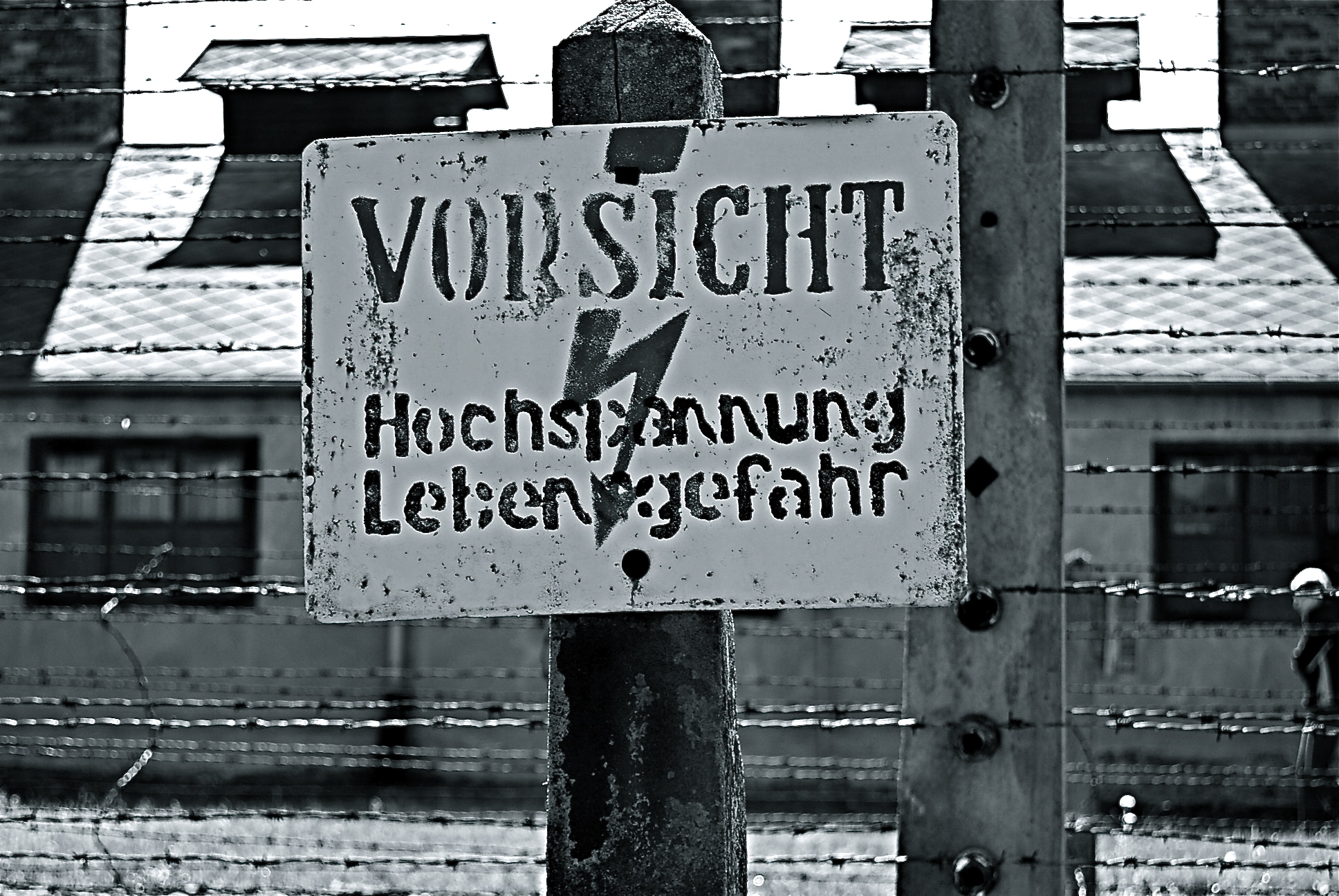
Un cartello che avvisa dell'elettrificazione della recinzione

Seguiva la registrazione mediante la compilazione di una scheda (Häftlings-Personal-Karte) con i dati personali e l'indirizzo dei familiari più prossimi. I neo entrati venivano avvisati che d'ora in avanti non sarebbero più stati chiamati per nome, ma per numero che dovevano imparare a memoria in tedesco in modo da saperlo sia pronunciare sia riconoscere quando si veniva chiamati. Diventavano così solo dei "pezzi" (Stücke) numerati. Il numero era indispensabile in tutte le operazioni, dalla somministrazione della brodaglia alle estenuanti conte durante gli appelli; qualunque errore sarebbe stato punito senza pietà.
Dalla pratica del tatuaggio erano esentati i cittadini tedeschi ariani, i prigionieri "da rieducare", nonché gli ebrei provenienti da Varsavia durante e dopo l'insurrezione del ghetto nell'agosto-settembre 1942; a costoro era riservato un trattamento punitivo particolare, effettuato con efferatezza e sadismo estremi. Non era necessario registrarli perché sarebbero stati uccisi di lì a poco in modo atroce.
Il numero di matricola, impresso su un pezzo di tela, era anche cucito sul lato sinistro della casacca, all'altezza del torace, e sulla cucitura esterna della gamba destra dei pantaloni. Al numero era associato un contrassegno colorato, che indicava la categoria del detenuto:
- un triangolo rosso identificava i prigionieri politici, nei confronti dei quali era stato spiccato un mandato di arresto per ragioni di pubblica sicurezza;
- anche ai religiosi cristiani era attribuito un triangolo di colore rosso, poiché di solito venivano internati comunque in seguito ad azioni repressive naziste;
- una stella a sei punte di colore giallo identificava i prigionieri ebrei; dalla metà del 1944 gli ebrei venivano contrassegnati come le altre categorie ma con l'apposizione sopra il distintivo triangolare di un rettangolo di stoffa giallo;
- un triangolo verde identificava i criminali comuni;
- un triangolo nero identificava i cosiddetti "asociali";
- un triangolo blu identificava gli emigranti;
- un triangolo viola identificava i Testimoni di Geova;
- un triangolo rosa identificava gli omosessuali;
- un triangolo marrone identificava i rom e sinti;
- un triangolo verde appoggiato sulla base identificava i prigionieri assoggettati a misure di sicurezza, dopo che avevano scontato la pena loro inflitta;
- la lettera "E" prima del numero di matricola identificava i detenuti "da educare" (Erziehungshäftling);
- un cerchietto rosso recante la sigla "IL" identificava i prigionieri ritenuti pericolosi o sospetti di tentare la fuga;
- un cerchietto nero identificava i prigionieri della "compagnia penale".

Sul triangolo che indicava la categoria era anche dipinta o impressa con inchiostro l'iniziale tedesca della nazionalità del detenuto, a meno che questi non fosse cittadino tedesco o apolide.
|                                        | Politici | Criminali | Asociali | Emigranti | Testimoni di Geova | Omosessuali | Rom e Sinti |
| Normale                                |          |           |          |           |                    |             |             |
| Recidivo                               |          |           |          |           |                    |             |             |
| Prigioniero di compagnia di disciplina |          |           |          |           |                    |             |             |
| Ebreo                                  |          |           |          |           | [ 49 ]             |             |             |

| Contrassegni speciali | Ebreo che ha una relazione interrazziale | Donna che ha una relazione interrazziale              | Sospetto di fuga                           | Numero del prigioniero Prigioniero speciale: banda marrone al braccio | Numero del prigioniero Prigioniero speciale: banda marrone al braccio | I contrassegni sono, dall'alto in basso: numero del prigioniero, rettangolo per recidivo, stella per ebreo, membro del battaglione penale, sospettato di fuga | I contrassegni sono, dall'alto in basso: numero del prigioniero, rettangolo per recidivo, stella per ebreo, membro del battaglione penale, sospettato di fuga |
| Contrassegni speciali | Polacco: "P" su un triangolo rosso       | Ceco: "T" (Tscheche in tedesco) su un triangolo rosso | Membro delle forze armate: triangolo rosso | Numero del prigioniero Prigioniero speciale: banda marrone al braccio | Numero del prigioniero Prigioniero speciale: banda marrone al braccio | I contrassegni sono, dall'alto in basso: numero del prigioniero, rettangolo per recidivo, stella per ebreo, membro del battaglione penale, sospettato di fuga | I contrassegni sono, dall'alto in basso: numero del prigioniero, rettangolo per recidivo, stella per ebreo, membro del battaglione penale, sospettato di fuga |

La registrazione proseguiva con tre foto, che ritraevano il detenuto di fronte, di profilo destro e di profilo sinistro. Dal 1943, a causa delle difficoltà nel reperire materiale fotografico, le foto furono generalmente limitate ai soli detenuti tedeschi.

## I comandanti

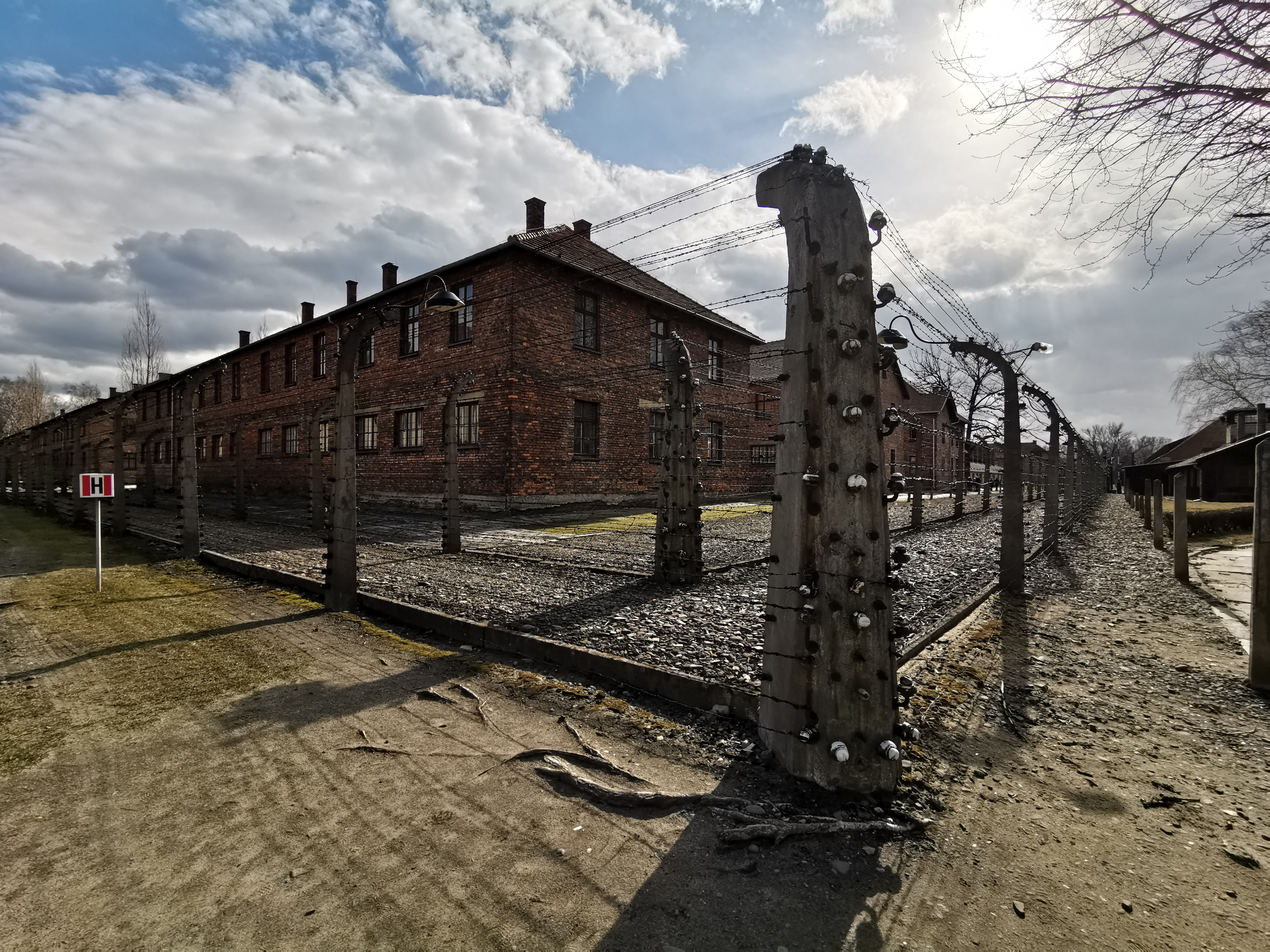
Auschwitz presso le abitazioni delle SS che operavano all'interno del campo

- SS-Hauptsturmführer Rudolf Höß (1900-1947), Kommandant
- SS-Obersturmführer Arthur Liebehenschel (1901-1948), Kommandant
- SS-Sturmbannführer Richard Baer (1911-1963), Kommandant

### Il personale medico delle SS
- SS-Brigadeführer Carl Clauberg (1898-1957). Medico responsabile di esperimenti sui detenuti ad Auschwitz. Processato nell'URSS, nel 1948 fu condannato a 25 anni di detenzione in un lager, ma fu liberato nell'ottobre 1955 e cercò di riprendere l'attività medica in Germania, dove però fu nuovamente arrestato nel novembre dello stesso anno. Morì nell'agosto 1957 per un attacco cardiaco pochi mesi prima che si aprisse il nuovo processo contro di lui.
- SS-Obergruppenführer Karl Gebhardt (1897-1948). Giudicato colpevole di crimini di guerra e crimini contro l'umanità e per questo condannato a morte il 20 agosto 1947, venne impiccato il 2 giugno 1948 nella prigione di Landsberg am Lech in Baviera.
- SS-Obersturmführer Johann P. Kremer (1883-1965). Medico del campo.
- SS-Hauptsturmführer Josef Mengele (1911-1979). Soprannominato "l'angelo della morte", fu medico responsabile delle selezioni e di esperimenti medici sui detenuti ad Auschwitz, specie bambini gemelli. Dopo la guerra riuscì a sfuggire alla giustizia, riparando in Sud America: Argentina, Paraguay e infine Brasile, dove morì il 7 febbraio 1979.
- SS-Obersturmführer Erich Mußfeldt (1913-1948). Medico responsabile delle camere a gas a Majdanek e a Auschwitz-Birkenau, processato nel 1947 e giustiziato a Cracovia nel 1948 mediante impiccagione.
- SS-Sturmbannführer Horst Schumann (1906-1983). Medico responsabile di esperimenti sui detenuti d Auschwitz. Riuscì per anni a sfuggire alla giustizia, prima in Germania e poi in Egitto, Sudan e Ghana. Estradato nel 1966 e condannato per crimini di guerra nel 1970, uscì dal carcere per motivi di salute nel 1972. Morì nel 1983.
- SS-Hauptsturmführer Heinz Thilo (1911-1945). Medico responsabile delle selezioni a Birkenau. Arrestato alla fine della guerra, si tolse la vita in carcere.
- SS-Hauptsturmführer Eduard Wirths (1909-1945). Dal 1942 medico responsabile delle selezioni e di esperimenti sui detenuti ad Auschwitz. Arrestato alla fine della guerra, si tolse la vita impiccandosi il 20 settembre 1945.

### Altri ufficiali delle SS
- SS-Sturmbannführer Hans Aumeier (1906-1948), Schutzhaftlagerführer
- SS-Sturmbannführer Karl Bischoff (1897-1950), Chef-Architekt
- SS-Hauptsturmführer Wilhelm Boger (1906-1977)
- SS-Hauptsturmführer Karl Fritzsch (1903-1945), Schutzhaftlagerführer
- SS-Obersturmbannführer Friedrich Hartjenstein (1905-1954)
- SS-Obersturmführer Franz Hössler (1906-1945)
- SS-Oberscharführer Josef Klehr (1904-1988), Sanitätsdienstgrad, Leiter der Desinfektoren
- SS-Obersturmführer Fritz Klein (1888-1945)
- SS-Hauptsturmführer Josef Kramer (1906-1950), Kommandant
- SS-Hauptscharführer Otto Moll (1915-1946), Leiter der Krematorien in Birkenau
- SS-Hauptscharführer Gerhard Palitzsch (1913-1944), Rapportführer im Stammlager
- SS-Obersturmführer Johann Schwarzhuber (1904-1947), Schutzhaftlagerführer in Birkenau
- SS-Unterscharführer Franz Wunsch (1922-2009)

Fonti:
- Jeremy Dixon, Commanders of Auschwitz (Atglen 2005)
- Hermann Langbein, Menschen in Auschwitz (Frankfurt a/M 1980)

## La fine del complesso

### L'arrivo dell'Armata Rossa
Nel novembre 1944, di fronte all'avanzata dell'Armata Rossa, Himmler diede l'ordine di cessare le esecuzioni nelle camere a gas e di demolirle assieme ai forni crematori, per nascondere le prove del genocidio; i nazisti, tuttavia, distrussero solo le camere e i forni di Birkenau, mentre quella di Auschwitz 1 fu adibita a rifugio "antibomba". Sino a quel momento erano stati uccisi oltre un milione e centomila persone.
Il numero esatto delle vittime di Auschwitz è difficile da stabilire, perché molti prigionieri non furono registrati e molte prove vennero distrutte dalle SS negli ultimi giorni della guerra. Uno studio più ampio, incominciato da Franciszek Piper che confrontò gli orari di arrivi dei treni e i dati di deportazione, calcola che su 1,1 milioni totali almeno 960 000 morti furono ebrei.
Il 27 gennaio 1945 il campo fu liberato dalle truppe sovietiche durante la loro rapida avanzata invernale dalla Vistola all'Oder. Il primo reparto che entrò nel campo faceva parte della LX Armata del generale Pàvel Aleksèevič Kùročkin del 1º Fronte ucraino del maresciallo Ivàn Kònev. Furono trovati circa 7 000 prigionieri ancora in vita. Inoltre, furono rinvenuti migliaia di indumenti abbandonati, oggetti vari che possedevano i prigionieri prima di entrare nel campo e otto tonnellate di capelli umani imballati per il trasporto.

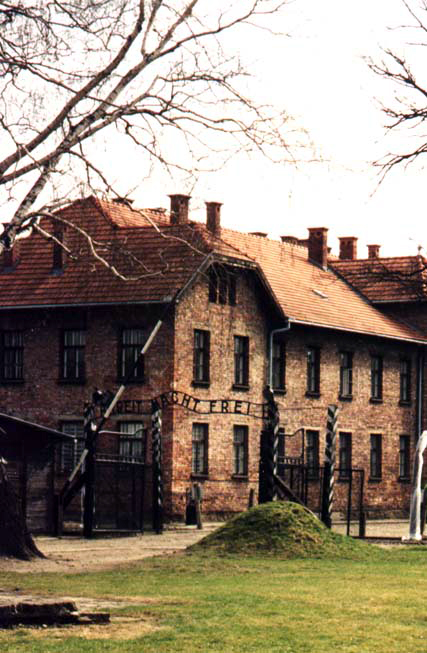
L'ingresso del campo principale sormontato dall'insegna che recita "Il lavoro rende liberi"

Auschwitz non fu il primo campo di sterminio a essere scoperto: in precedenza i sovietici avevano già liberato campi come quello di Majdanek, Chełmno e Bełżec; questi, essendo di sterminio e non di concentramento, erano vere e proprie fabbriche di morte dove i deportati venivano immediatamente gasati, salvo poche unità speciali.
Tra i corrispondenti che seguivano le truppe sovietiche entrate ad Auschwitz c'era il giornalista della Stella Rossa Vasìlij Gròssman, divenuto poi noto scrittore. Egli pubblicò varie opere sul tema della Shoah, ispirandosi anche alla sua esperienza ad Auschwitz; la più celebre di queste è il romanzo Vita e destino.

### Dopo la guerra
Dopo la dismissione il campo di concentramento di Auschwitz è divenuto un luogo simbolo, dedicato alla memoria delle vittime. Dal 1979 è patrimonio dell'umanità dell'UNESCO.
Dal 1996 in Germania il giorno della liberazione di Auschwitz - 27 gennaio - è la giornata ufficiale del ricordo delle vittime del nazismo; anche in Italia questa data è ricordata come Giorno della Memoria.
Auschwitz e i resti delle camere a gas sono aperti al pubblico.

## L'insegna "Arbeit macht frei"

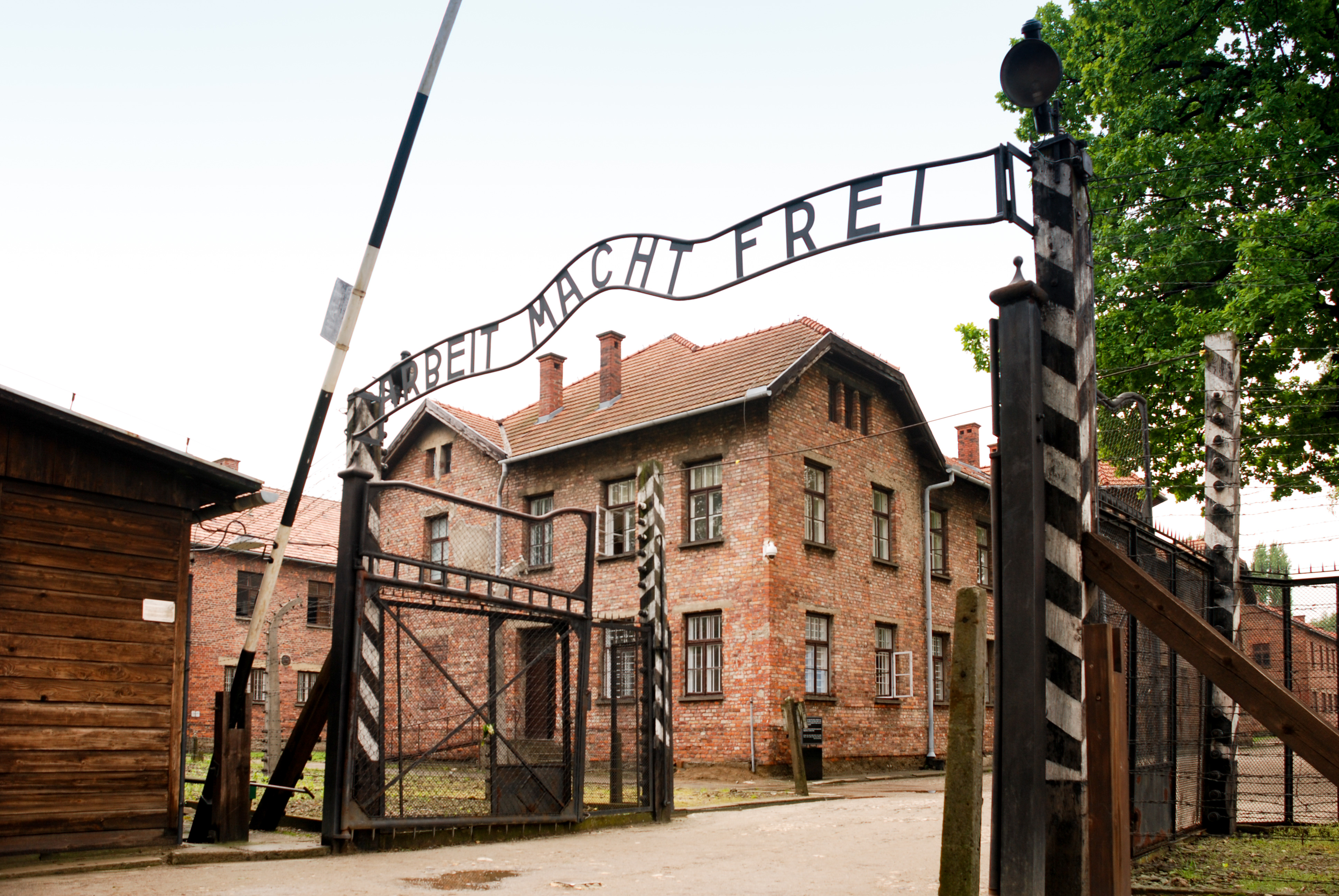
ARBEIT MACHT FREI, la scritta all'ingresso del campo

(Scritta posta all'ingresso del campo)

### Analisi dell'insegna
Questa scritta introduceva al campo tutti i deportati che, a loro insaputa, andavano verso un destino fatale. La falsa promessa (presenza del lavoro) con cui accoglieva gli sfortunati di Birkenau, il campo con il più elevato tasso di mortalità secondo i dati del museo di Auschwitz Birkenau, non era casuale: l'insegna aveva lo scopo di illudere i deportati con finto buonismo, non rivelando la verità e ingenerando vane speranze con un crudele gioco psicologico.

### Furto
Nella notte tra il 17 e il 18 dicembre 2009 l'insegna "Arbeit macht frei" posta all'ingresso del campo venne rubata. Sostituita provvisoriamente con una copia, fu rinvenuta pochi giorni dopo, spaccata in tre parti, nel nord della Polonia.

## Le visite storiche

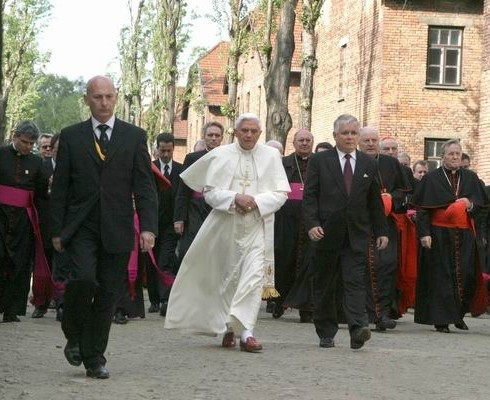
Papa Benedetto XVI ad Auschwitz, 28 maggio 2006

Oltre a essere costantemente visitato da turisti provenienti da ogni parte del mondo, Auschwitz è stato meta anche di personaggi celebri, tra cui tre papi. Il primo fu Giovanni Paolo II, nel suo primo viaggio da papa in Polonia il 7 giugno 1979; durante la visita pregò all'interno della cella dove fu detenuto Massimiliano Kolbe. Il 28 maggio 2006, l'ultimo giorno del suo primo viaggio apostolico in terra polacca, anche Benedetto XVI pregò nella cella di Kolbe, e dopo la visita del campo di Birkenau lesse un duro discorso contro il genocidio. Papa Francesco, recatosi in Polonia in occasione della GMG di Cracovia, onorò il campo il 29 luglio 2016 con una visita silenziosa. Le sue uniche parole le scrisse sul libro dei visitatori: «Signore abbi pietà del tuo popolo, Signore perdona per tanta crudeltà».

## Il dibattito relativo al numero delle vittime

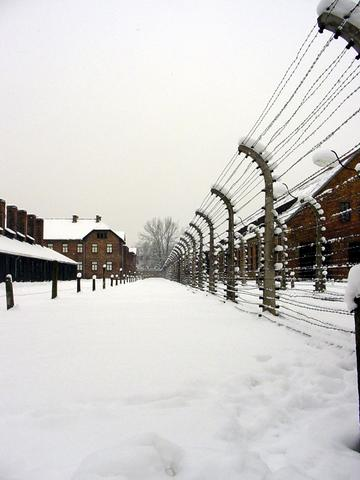
Auschwitz d'inverno

Nel 1990 il numero di vittime del complesso di Auschwitz riportate sulla targa commemorativa fu messo in discussione, scatenando un acceso dibattito mai sopito. Alla fine passò da 4 000 000 a 1 500 000, allineandosi con le stime degli storici moderni che ritengono ragionevole una cifra compresa tra 1 100 000 e 1 500 000 morti.
Principale promotore della correzione fu Franciszek Piper, direttore del Dipartimento di Ricerca storica del Museo di Auschwitz, che, dopo un approfondito esame, considerò errato il valore precedente. Il numero di quattro milioni traeva origini da un articolo della rivista sovietica Kràsnaja Zvezdà dell'8 maggio 1945, basato sull'indagine di una commissione sovietica che aveva tenuto conto esclusivamente del rendimento massimo teorico giornaliero dei forni crematori e del periodo in cui sono stati in funzione. L'ipotesi fu parzialmente confermata nel successivo processo di Norimberga, quando il comandante Rudolf Höß testimoniò che tra il 1940 e il 1943 (il campo di Auschwitz fu operativo fino al gennaio 1945) vi erano morte circa tre milioni di persone.
La cifra di quattro milioni, spinta anche dall'orrore per la scoperta dei campi di sterminio nazionalsocialisti, è stata successivamente contestata da molti storici, che, pur non essendo mai addivenuti ad una stima definitiva, la fanno oscillare tra uno e due milioni. Tali studi, insieme a quelli dello stesso Piper che propende per 1 100 000 morti, lo convinsero a portare avanti - con successo - la sostituzione della targa commemorativa.

## Una mostra permanente sulla Shoah a cura di Yad Vashem
Il 13 giugno 2013, al blocco 27 di Auschwitz-Birkenau, è stata aperta una mostra permanente intitolata Shoah, resa possibile grazie al più importante ente museale che si occupa dell'Olocausto: Yad Vashem. L'iniziativa partì dopo la visita ai campi di concentramento e di sterminio fatta nel 2005 dal primo ministro israeliano Ariel Sharon. Yad Vashem ha curato sia la progettazione sia la realizzazione della mostra, che è stata finanziata in parte dallo Stato d'Israele.

## Persone legate ad Auschwitz

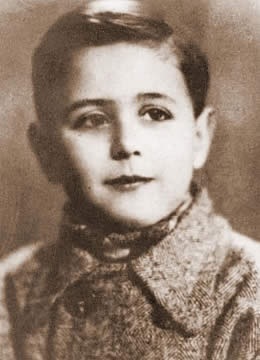
Sergio De Simone

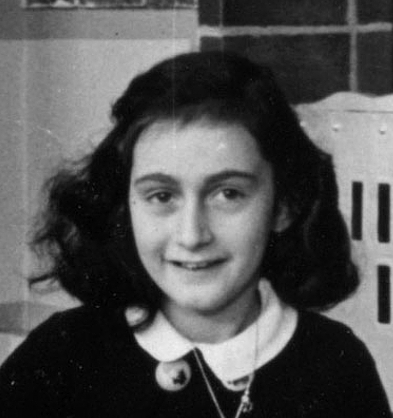
Anna Frank

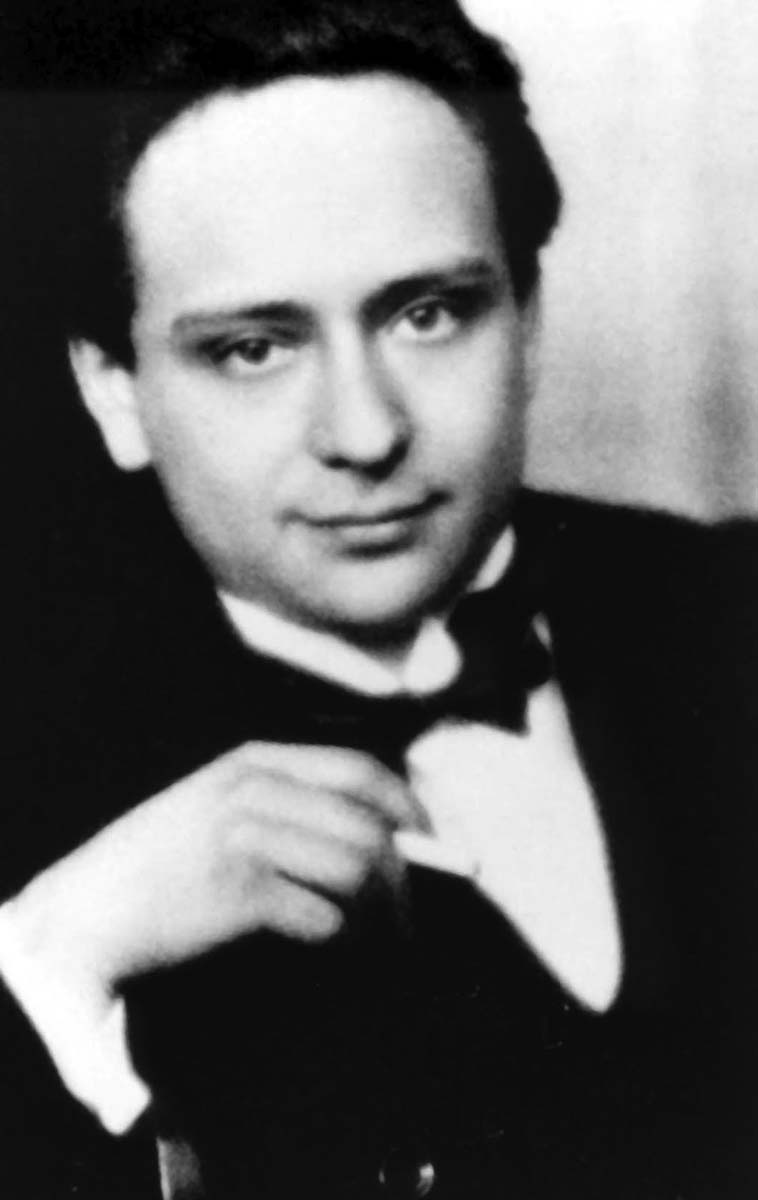
Viktor Ullmann

### Vittime
- Augusto Capon, ammiraglio italiano, deportato ad Auschwitz nell'ottobre 1943 e subito ucciso.
- Aurelia Josz, scrittrice ed educatrice, fondatrice della prima scuola agraria femminile in Italia, deportata e morta nel 1944.
- Riccardo Dalla Volta, economista italiano, nel 1944 deportato ad Auschwitz, dove trovò subito la morte.
- Sergio De Simone, un bambino italiano selezionato ad Auschwitz per esperimenti medici e perciò condotto nel campo di concentramento di Neuengamme, presso Amburgo, dove fu ucciso il 20 aprile 1945.
- István Farkas, pittore ed editore ungherese.
- Mario Finzi, magistrato e musicista italiano, membro della DELASEM, deportato ad Auschwitz nel maggio 1944. A detta di Eliakim Cordoval, un ebreo di Rodi che lo assistette, morì per una grave infezione intestinale il 22 febbraio 1945, a quasi un mese dalla liberazione. Secondo un'altra versione, Finzi si suicidò gettandosi contro il filo spinato ad alto voltaggio; sembra che abbia lasciato un messaggio ai genitori, chiedendo il loro perdono per questo gesto disperato.
- Benjamin Fondane, filosofo e scrittore rumeno.
- Anna Frank, famosa per il suo Diario, prigioniera ad Auschwitz dal settembre all'ottobre del 1944, spostata poi a Bergen-Belsen, dove morì di tifo.
- Kurt Gerron, attore, regista e cantante ebreo tedesco.
- Etty (Esther) Hillesum, olandese deportata insieme alla famiglia ad Auschwitz, dove morì il 30 novembre 1943. Fu l'autrice di un intenso Diario, scritto ad Amsterdam tra il 1941 e il 1943.
- Massimiliano Kolbe, frate francescano che si sacrificò prendendo il posto di un prigioniero condannato a morire di fame nel Block 11, le prigioni del campo. Ucciso dopo due settimane di agonia con un'iniezione di veleno al cuore nell'agosto del 1941.
- Gertrud Kolmar, poetessa ebrea tedesca.
- Czesława Kwoka, ragazza polacca nota per le foto scattatele durante la prigionia da Wilhelm Brasse. Morì il 12 marzo 1943.
- Rutka Laskier, ragazza polacca autrice di un diario, in cui racconta la sua persecuzione. Morì nelle camere a gas di Auschwitz nel dicembre 1943.
- Sanne Ledermann, amica di Anna Frank, fu assassinata nelle camere a gas assieme ai genitori il 19 novembre 1943.
- Franceska Mann, ballerina polacca.
- Ottilie Metzger-Lattermann, cantante lirica tedesca (contralto), morta con la figlia.
- Irène Némirovsky, scrittrice francese, morta ad Auschwitz il 17 agosto 1942.
- Riccardo Pacifici, rabbino di Genova, deportato e ucciso ad Auschwitz l'11 dicembre 1943.
- Adriana Revere, bambina italiana di religione ebraica, la più giovane deportata dello spezzino. Uccisa nelle camere a gas il 26 febbraio del 1944.
- Edith Stein, conosciuta anche come Santa Teresa Benedetta della Croce, patrona d'Europa, dei martiri e degli orfani. Ebrea ortodossa convertita, divenne suora carmelitana, teologa e filosofa. Fu deportata ad Auschwitz dalla Gestapo con la sorella Rosa, anch'essa convertita; morirono il giorno stesso dell'arrivo, uccise nelle camere a gas il 9 agosto 1942.
- Viktor Ullmann, compositore, direttore d'orchestra e pianista ebreo austriaco.
- Árpád Weisz, calciatore e allenatore di calcio ungherese, morto dopo che la moglie Elena (Ilona Rechnitzer) e i figli Roberto e Clara furono gassati.
- Sissel Vogelmann, bambina italiana di otto anni. Partita con la madre Anna Disegni e il padre Schulim il 30 gennaio 1944 dal binario 21 della stazione di Milano Centrale, giunse ad Auschwitz il 6 febbraio 1944. Selezionata all'arrivo per la camera a gas, venne eliminata insieme alla madre. Il padre Shulim, unico sopravvissuto della famiglia, è «stato l'unico ebreo catturato in Italia a salvarsi grazie a Oskar Schindler»[59].
- Else Ury, scrittrice tedesca, nota per i suoi racconti per bambini.

### Sopravvissuti

Primo Levi

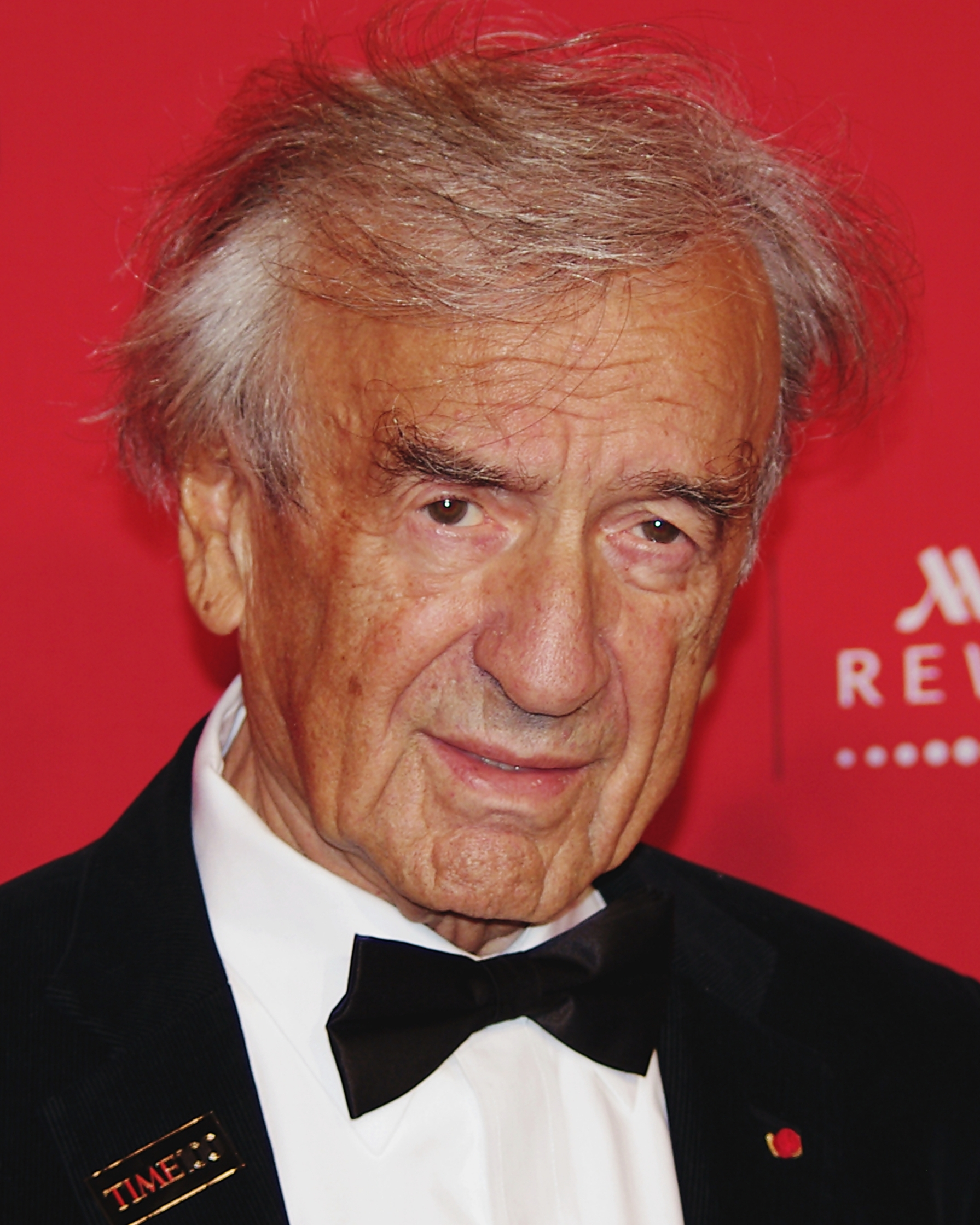
Elie Wiesel

- Kazimierz Albin (1922-2019), nato a Cracovia, ex combattente e fondatore dell'Associazione per la tutela di Oświęcim, autore del libro Mandato di cattura, che narra della sua eroica esperienza.
- Marta Ascoli (1926-2014), nata a Trieste, fu arrestata il 19 marzo 1944, arrivò ad Auschwitz il 4 aprile 1944. Trasferita a Bergen Belsen, fu liberata il 15 aprile 1945. Ha scritto il libro Auschwitz è di tutti (Rizzoli) uscito nel 2011 (una ristampa è stata pubblicata nel gennaio 2022).
- Denis Avey (1919-2015), prigioniero di guerra britannico internato nel campo di sterminio tra il 1943 e il 1945. Durante la prigionia si scambiò con un prigioniero ebreo per trovare conferma alle voci riguardanti l'inumano trattamento riservato agli ebrei. Raccontò la propria esperienza nel 2011 nel libro Auschwitz. Ero il numero 220543.
- Wilhelm Brasse (1917-2012), polacco di origini austriache, è stato il "fotografo di Auschwitz" le cui foto sono state recuperate grazie alla sua disobbedienza ai nazisti.
- Edith Bruck (1931), ungherese naturalizzata italiana, internata in vari campi tra i quali Auschwitz e Bergen-Belsen e liberata nell'aprile del 1945. Ha svolto in seguito attività di scrittrice, traduttrice e regista.
- Andra e Tatiana Bucci, nate nella città di Fiume, cugine di Sergio De Simone. Raccontano la loro esperienza in Noi bambine ad Auschwitz - La nostra storia di sopravvissute alla Shoah (Mondadori, 2019).
- Enzo Camerino (1928-2014), ebreo romano, arrestato il 16 ottobre 1943 a 14 anni, il più giovane tra i soli 16 sopravvissuti del rastrellamento del ghetto di Roma.
- Józef Cyrankiewicz (1911-1989), primo ministro della Polonia dal 1947 al 1952 e dal 1954 al 1970. Fu Presidente della Polonia tra 1970 e il 1972.
- Luigi Ferri (n. 1932), nato a Milano da famiglia mista e deportato a 11 anni, sopravvisse grazie all'aiuto del dottor Otto Wolken. Uno dei primi testimoni a parlare nell'aprile 1945 dell'esistenza delle camere a gas a Birkenau in una deposizione ufficiale di fronte a uno dei primi tribunali internazionali d'inchiesta.
- Nedo Fiano (1925-2020), ebreo fiorentino, fu deportato ad Auschwitz all'età di 19 anni. Sopravvissuto grazie alla conoscenza del tedesco. Ogni anno incontrava i ragazzi per raccontare la sua storia che descrisse anche in un libro pubblicato nel 2003, Il coraggio di vivere. Si è spento all'età di 95 anni il 19 dicembre 2020.
- Giuliana Fiorentino Tedeschi (1914-2010), ebrea milanese, nel 1946 pubblicò Questo povero corpo, una delle prime memorie degli italiani deportati nei campi di concentramento nazisti.
- Wieslaw Kieler (1919-1990) nato a Przeworsk, Polonia, prigioniero politico e scrittore, autore di Anus Mundi - Cinque anni ad Auschwitz-Birkenau, che narra la sua terribile esperienza durata per ben 5 anni e quella dei suoi compagni, compresa la famosa e tragica storia d'amore tra Mala Zimetbaum ed Edek Galinski.
- Imre Kertész (1929-2016), Premio Nobel ungherese, restò ad Auschwitz per tre giorni nell'estate dal 1944, prima di essere dichiarato abile al lavoro e trasferito a Buchenwald.
- Primo Levi (1919-1987), scrittore ebreo italiano, imprigionato per 11 mesi ad Auschwitz, dove lavorò per la Buna-Werke. Fu liberato dall'Armata Rossa e scrisse le sue memorie in Se questo è un uomo, La tregua e I sommersi e i salvati.
- Settimio Limentani (1919-), figlio di David Limentani e Virginia Piperno nato a Roma il 29 aprile 1919. Arrestato l'8 maggio 1944, fu feportato dapprima nel campo di Fossoli e il 30 giugno 1944 arrivò ad Auschwitz[60]. Viene ricordato nel libro di Sami Modiano Per questo ho vissuto. La mia vita ad Auschwitz-Birkenau e altri esili.
- Liana Millu (1914-2005), partigiana italiana di origini ebree, fu trasferita ad Auschwitz nel 1944 e poi a Ravensbrück, dove fu liberata dagli Alleati. Riporta le proprie memorie nel libro Il fumo di Birkenau.
- Frida Misul (1919-1992), ebrea livornese, nel 1946 pubblicò Fra gli artigli del mostro nazista, una delle prime memorie di deportati italiani di Auschwitz.
- Sami Modiano (1930), ebreo italiano originario di Rodi (allora possedimento italiano), giunto ad Auschwitz a 13 anni, si è dedicato a far conoscere la sua esperienza ai ragazzi di scuole medie e superiori insieme con la moglie. Era la matricola B7456, il numero successivo a quello del padre (B7455).
- Luciana Nissim Momigliano (1919-1998), pediatra e psicoanalista italiana, racconta l'esperienza della deportazione nel libro Donne contro il mostro (1946).
- Miklós Nyiszli (1901-1956), medico anatomo-patologo ungherese deportato con la moglie e la figlia ad Auschwitz. Fu scelto per rendere operante una sala per autopsie nel crematorio II e per fare il medico del Sonderkommando nei crematori di Birkenau, dove fu recluso. Nel gennaio 1945 riuscì a nascondersi tra i deportati evacuati con la marcia della morte, giungendo prima a Mauthausen e poi a Melk e a Ebensee, dove fu liberato. Scrisse il libro di memorie Medico ad Auschwitz. Memorie di un deportato assistente del dottor Mengele, testimoniando i lati più segreti degli indicibili orrori di Birkenau e l'attività di Josef Mengele.
- Famiglia Ovitz, la più grande famiglia con componenti affetti da nanismo di cui si abbia conoscenza e il più grande nucleo familiare internato e sopravvissuto ad Auschwitz[61][62][63]
- Ondina Peteani (1925-2003), prima staffetta partigiana italiana, segregata ad Auschwitz e poi internata a Ravensbruck; riuscì a fuggire dalla marcia della morte.
- Bruno Piazza (1889-1946), avvocato e giornalista di origine ebraica, arrestato il 13 luglio 1944 come antifascista e deportato ad Auschwitz, si salvò con la liberazione da parte dell'Armata Rossa. Fece in tempo a scrivere Perché gli altri dimenticano prima di morire pochi mesi dopo esser tornato a casa.
- Witold Pilecki (1901-1948), soldato dell'Armia Krajowa, prigioniero volontario nel campo, dove organizzò la resistenza e informò gli Alleati sulle atrocità perpetrate nei campi[64][65].
- Corrado Saralvo (1894-1983), antifascista di famiglia ebraica, scrisse nel 1969 un memoriale sulla sua esperienza di deportato (Più morti più spazio).
- Sofia Schafranov (1891-1994), ebrea di origine russa ma residente in Italia, lavorò come medico nell'ospedale femminile di Auschwitz. Nel 1945 la sua testimonianza fu raccolta in una lunga intervista dal cognato Alberto Cavaliere e pubblicata ne I campi della morte in Germania nel racconto di una sopravvissuta.
- Eva Schloss (n. 1929), testimone e scrittrice dell'olocausto, sorella acquisita (sorella di padre) di Anna Frank;
- Alberto Sed (1928-2019), ebreo romano. Nel 2009 la sua testimonianza fu raccolta in una lunga intervista da Roberto Riccardi.
- Liliana Segre (n. 1930), ebrea italiana deportata ad Auschwitz a 13 anni il 30 gennaio 1944 dal binario 21; sulla Judenrampe vide per l'ultima volta, il padre, poi sparito tra le file dei selezionati per il crematorio. Sopravvissuta a una marcia della morte, fu liberata dai sovietici dal campo di lavoro di Malchow, sottocampo di Ravensbrück. Il 19 gennaio 2018 è stata nominata senatrice a vita dal Presidente Sergio Mattarella.
- Piera Sonnino (1922-1999). Nel 1960 raccontò la sua esperienza di deportata ad Auschwitz in un diario, pubblicato dalla famiglia nel 2003 dopo la sua morte.
- Settimia Spizzichino (1921-2000), ebrea romana deportata ad Auschwitz il 18 ottobre del 1943 dalla stazione Tiburtina. Sottoposta a esperimenti medici su cavie umane, fu l’unica donna sopravvissuta dei 1 022 ebrei catturati durante il rastrellamento del ghetto di Roma. Ha lasciato la sua testimonianza nel libro Gli anni rubati.
- Elisa Springer (1918-2004), nata a Vienna, deportata ad Auschwitz e poi in altri tre campi di concentramento; le sue memorie sono raccontate ne Il silenzio dei vivi. Dopo la liberazione è vissuta in Italia fino alla morte.
- Arianna Szörényi (n. 1933), una delle più note bambine italiane[66] insieme a Sissel Vogelmann. Aveva solo undici anni quando con la famiglia giunse al campo. Fu immatricolata con il numero 89219 e immediatamente separata dai parenti. Nel 1944 trasferita con una delle marce della morte a Ravensbrück e poi a Bergen-Belsen, dove rimase fino alla liberazione.
- Piero Terracina (1928-2019), ebreo romano deportato ad Auschwitz a 14 anni, visse a Roma fino alla morte. Negli anni fece continui incontri con i ragazzi delle scuole di tutta Italia.
- Alba Valech Capozzi (1916-1999), ebrea senese, nel 1946 pubblicò A 24029, uno dei primissimi memoriali di deportati ebrei italiani.
- Shlomo Venezia (1923-2012), venne arrestato con la famiglia a Salonicco nell'aprile 1944 e deportato ad Auschwitz. Aggregato con il fratello Maurice Venezia (n. 1921, anch'egli sopravvissuto) al Sonderkommando dei crematori di Birkenau, nel gennaio del 1945 riuscì a defilarsi durante l'evacuazione, finendo prima a Mauthausen e poi a Ebensee dove fu liberato. Ha scritto "Sonderkommando Auschwitz". Consulente di Roberto Benigni per La vita è bella, ha tenuto conferenze sulla Shoah fino alla morte.
- Elie Wiesel (1928-2016), scrittore ebreo rumeno, premio Nobel per la pace, sopravvisse a Monowitz e scrisse le sue memorie nel libro La notte.
- Otto Wolken (1903-1975), medico austriaco ebreo, dal 1943 fino alla liberazione fu impiegato come medico nell'infermeria del settore quarantena (B-II-a) e quindi nell'ospedale di Auschwitz-Birkenau (B-II-f). Redasse clandestinamente giorno dopo giorno una cronaca dettagliata delle vittime del campo, che ebbe grande importanza nei processi del dopoguerra, di cui fu uno dei testimoni principali.
- Viktor Emil Frankl (1905-1997), neurologo, psichiatra e filosofo austriaco, uno fra i fondatori dell'analisi esistenziale e della logoterapia, deportato insieme a tutti i familiari prima nel lager di Theresienstadt e poi ad Auschwitz.
- Siegfried Lederer (1904-1972), ufficiale dell'esercito ceco e successivamente militante nella Resistenza ceca, evaso da Auschwitz il 5 aprile del 1944 grazie all'aiuto di una guardia.
- Arianna Szörényi, scrittrice e attiva testimone della Shoah.
- Goti Herskovits Bauer, attiva testimone della Shoah italiana.
- Tova Friedman, accademica polacca-statunitense. Unica bambina scampata alle camere a gas in un giorno i cui i meccanismi erano stati sabotati. Il suo libro di memorie "La bambina di Auschwitz", tradotto in 11 lingue, è diventato un best seller.

### DVD
- Pietro Suber e Marco D'Auria, Meditate che questo è stato!, documentario basato sulle testimonianze di Piero Terracina e Sami Modiano nel Giorno della Memoria del 27 gennaio 2015, 70º anniversario della liberazione del campo di concentramento di Auschwitz, Gruppo Editoriale L'Espresso, Roma 2015
- Antonio Ferrari ed Alessia Rastelli (inchiesta), Il viaggio di Vera dalla Shoah ai desaparecidos, testi di Ferruccio de Bortoli, Alessandra Coppola, Vera Vigevani Jarach, Marco Bechis (fascismo, cattura, Auschwitz, binario 21), RCS Divisione Media, Milano 2015, ISSN 1120-4982
- Associazione figli della Shoah, Destinazione Auschwitz, viaggio nella fabbrica dello sterminio - Binario 21, Proedi Editori, Milano 2002, ISBN 88-88016-76-7
- Centro di Documentazione Ebraica Contemporanea, Destinazione Auschwitz, (libro + 2 CD-ROM), Proedi Editore, Milano 2000

### Filmografia
- Notte e nebbia, regia di Alain Resnais, 1955 (doc)
- Kapò, regia di Gillo Pontecorvo, 1959
- Il diario di Anna Frank, regia di George Stevens, 1959
- La passeggera, regia di Andrzej Munk, 1963
- The Day the Clown Cried, regia di Jerry Lewis, 1972
- Il portiere di notte, regia di Liliana Cavani, 1974
- Ballata per un condannato, regia di Daniel Mann, 1980
- La scelta di Sophie, regia di Alan J. Pakula, 1982
- Shoah, regia di Claude Lanzmann, 1985 (doc)
- Il coraggio di non dimenticare, regia di Michael Lindsay-Hogg, 1986 (film per la tv)
- Arrivederci ragazzi, regia di Louis Malle, 1987
- Ricordi di guerra, regia di Dan Curtis, 1988 (sceneggiato tv – gli episodi in cui si parla di Auschwitz sono i numeri 1, 2, 5, 7, 8, 9, 10, 11 e 12)
- Oltre la vittoria, regia di Roger Malcom Young, 1989
- Vita per vita, regia di Maximilian Kolbe, Krzysztof Zanussi, 1991
- E i violini cessarono di suonare, regia di Alex Ramati, 1992
- Schindler's List - La lista di Schindler, regia di Steven Spielberg, 1993
- Jona che visse nella balena, regia di Roberto Faenza, 1993
- La settima stanza, regia di Márta Mészáros, 1995
- La vita è bella, regia di Roberto Benigni, 1997
- La tregua, regia di Francesco Rosi, 1997
- Bent, regia di Sean Mathias, 1997
- Train de vie - Un treno per vivere, regia di Radu Mihăileanu, 1998
- L'allievo, regia di Bryan Singer, 1998
- Gli ultimi giorni, regia di James Moll, 1998 (doc)
- Uno specialista - Ritratto di un criminale moderno, regia di Eyal Sivan, 1999 (doc)
- Jakob il bugiardo, regia di Peter Kassovitz, 1999
- Paragraph 175, regia di Sharon Wood, (doc)
- La zona grigia, regia di Tim Blake Nelson, 2001
- Il pianista, regia di Roman Polański, 2002
- Rosenstrasse, regia di Margarethe von Trotta, 2003
- Volevo solo vivere, regia di Mimmo Calopresti, 2006 (doc)
- Der letzte Zug, regia di Joseph Vilsmaier e Dana Vávrová, 2006
- La strada di Levi, regia di Davide Ferrario, 2006 (doc)
- Senza destino, regia di Lajos Koltai, 2006
- Il bambino con il pigiama a righe, regia di Mark Herman, 2008
- Un treno per Auschwitz, regia di Bruno Capuana, 2008 (doc)
- The Reader - A voce alta, regia di Stephen Daldry, 2008
- Mi ricordo Anna Frank, regia di Alberto Negrin, 2009
- Vento di primavera, regia di Roselyne Bosch, 2010
- La chiave di Sara, regia di Gilles Paquet-Brenner, 2010

### Discografia
- Auschwitz, testo e musica di Francesco Guccini, 1964. La canzone, interpretata dallo stesso Guccini e dai Nomadi, fu nel 1966 inclusa in un album dell'Equipe 84 (Io ho in mente te).